# Cuisine dijonnaise
La cuisine dijonnaise est une cuisine française appartenant à la cuisine régionale bourguignonne. Elle représente tout le savoir-faire dijonnais dans le domaine de la cuisine à Dijon.

## Gastronomie dijonnaise
À l'aube de la Renaissance et de la fin du Moyen Âge, la riche et puissante cour de l'État bourguignon organise de grandes cérémonies et des fêtes fastueuses dans la grande salle du Palais des ducs de Bourgogne. Comme en témoignent les immenses cuisines ducales construites en 1433  à Dijon par Philippe Le Bon, la gastronomie a toujours tenu une place prépondérante au sein de la cité des ducs. En effet, même si de nos jours il ne reste qu'une salle, les anciennes cuisines du palais étaient beaucoup plus imposantes et permettaient de réaliser de grands banquets. Elles comprenaient : une paneterie (salle destinée au pain) et une pâtisserie. Près de cinquante personnes travaillaient dans ces cuisines  sous les ordres d'un écuyer et d'un cuisinier. Étaient également présents : un « hasteur », chargé des rôtis, un « potager » chargé des mets cuits dans un pot ainsi que les poissonniers, sauciers et potiers.
L'architecture dijonnaise est très influencée par la gastronomie comme en témoignent les hôtels particuliers de la ville, le palais ou encore d'autres bâtiments habillés de décors représentant : des fruits, des légumes ou des gibiers. Le plus bel exemple reste celui des Halles centrales de Dijon, construites au XIXe siècle.
La gastronomie dijonnaise allie une grande diversité de produits de Bourgogne, notamment les prestigieux vins du vignoble de Bourgogne. Elle possède ses propres spécialités tout en étant imprégnée d'autres spécialités bourguignonnes.
Au XXIe siècle, après la reconnaissance de la gastronomie française comme patrimoine culturel immatériel de l'humanité en 2010, l’État place à Dijon une des quatre cités de la gastronomie. La Foire internationale et gastronomique de Dijon, la biennale internationale des arts culinaires BIAC, ainsi que les fonds gourmands de la Bibliothèque patrimoniale et d'étude renforce l'image  gastronomique de cette capitale administrative d'une des régions vinicoles les plus connues au monde : la Bourgogne.

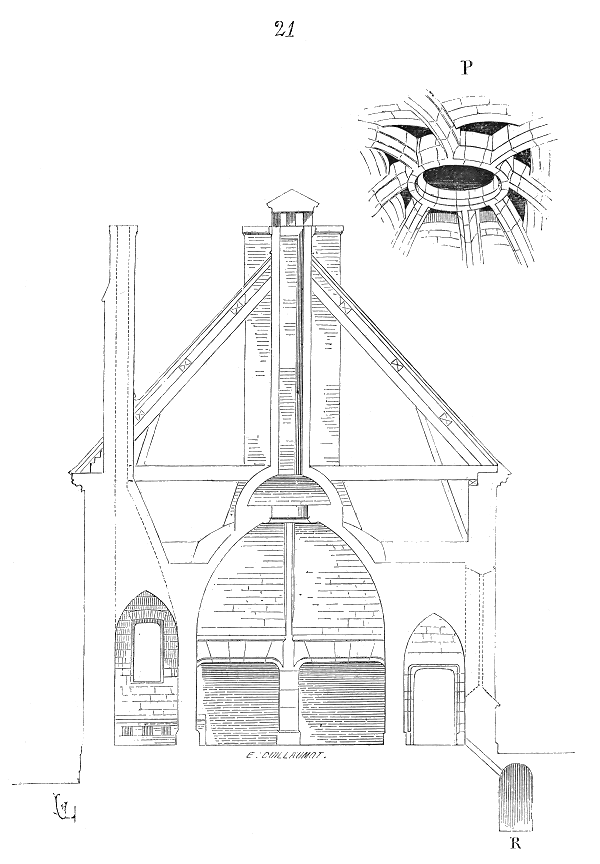
Plan en coupe des cuisines du palais
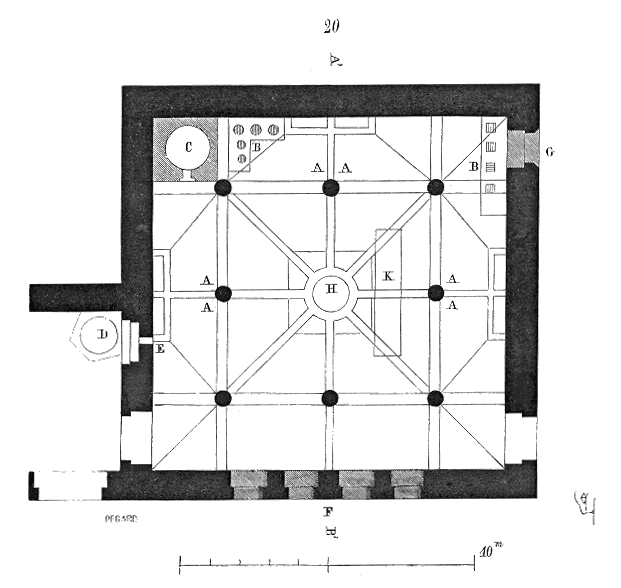
Plan des cuisines du palais
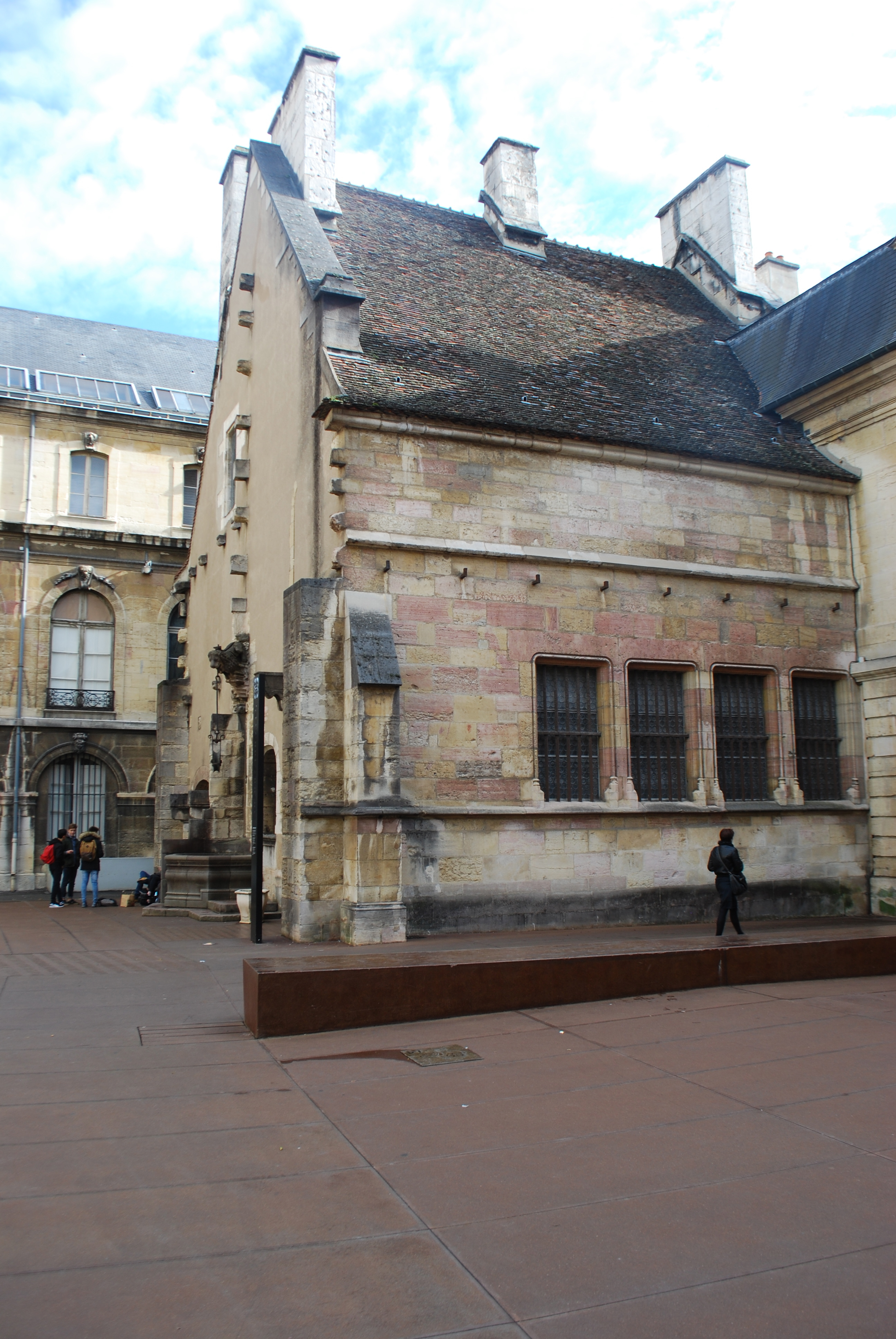
Cuisine ducale de nos jours
Foire internationale et gastronomique de Dijon

## Lieux gastronomiques dijonnais
Dijon est aussi un foyer de grands restaurants de la gastronomie française. Certains sont étoilés, d'autres gastronomiques ou mythique de la ville :

### Cité internationale de la gastronomie et du vin
La cité internationale de la gastronomie et du vin (CIGV) est une des cités de la gastronomie, située sur le site l'ancien hôpital général de Dijon. Elle a pour mission de valoriser à la fois le repas gastronomique des Français et les « climats » du vignoble bourguignon, tous deux inscrits au patrimoine mondial de l’UNESCO.

### Restaurants étoilés
Parmi les restaurants étoilés inscrits dans le guide Michelin figurent  :

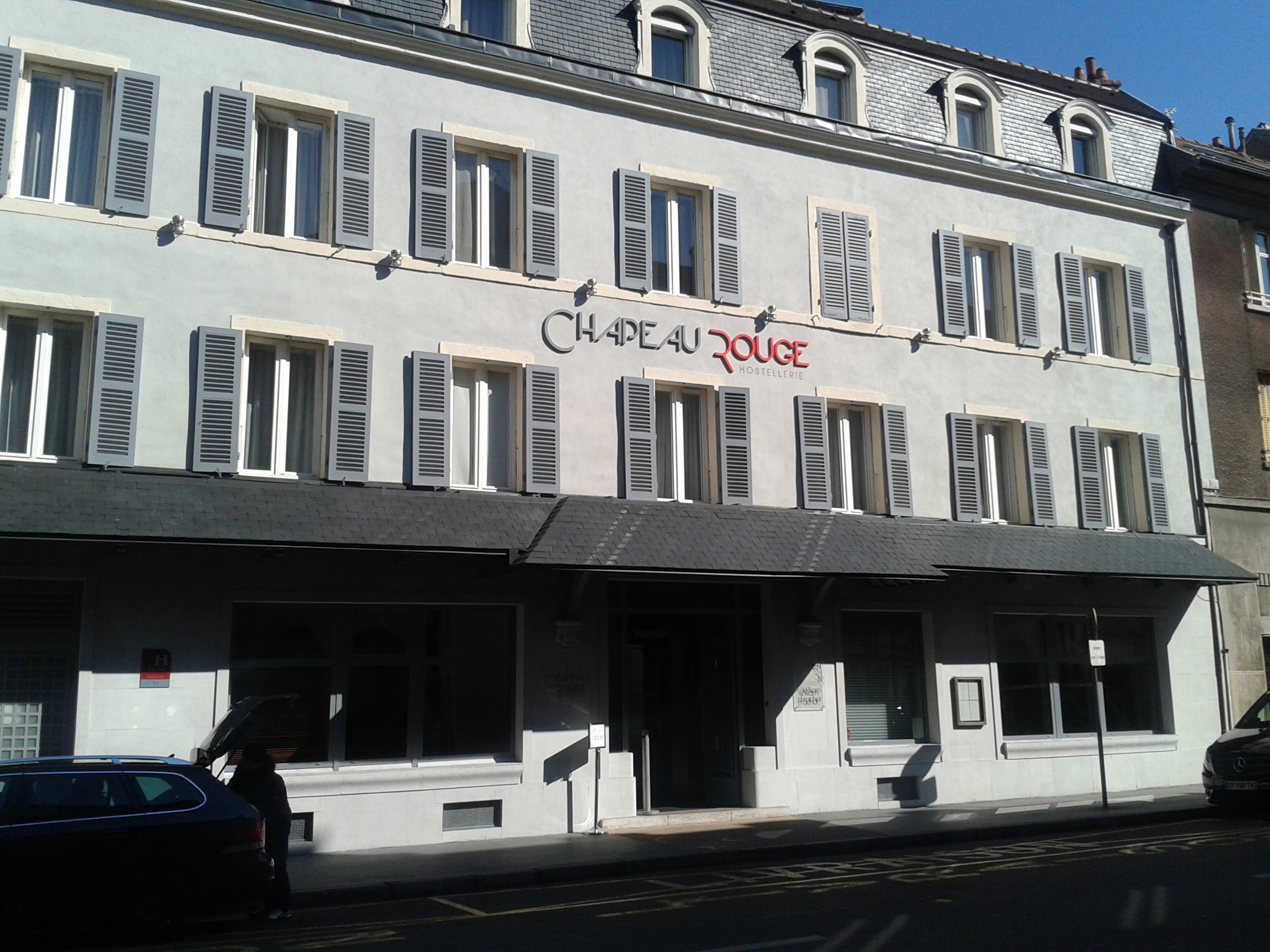
L'Hostellerie du Chapeau Rouge
- Le restaurant Cibo
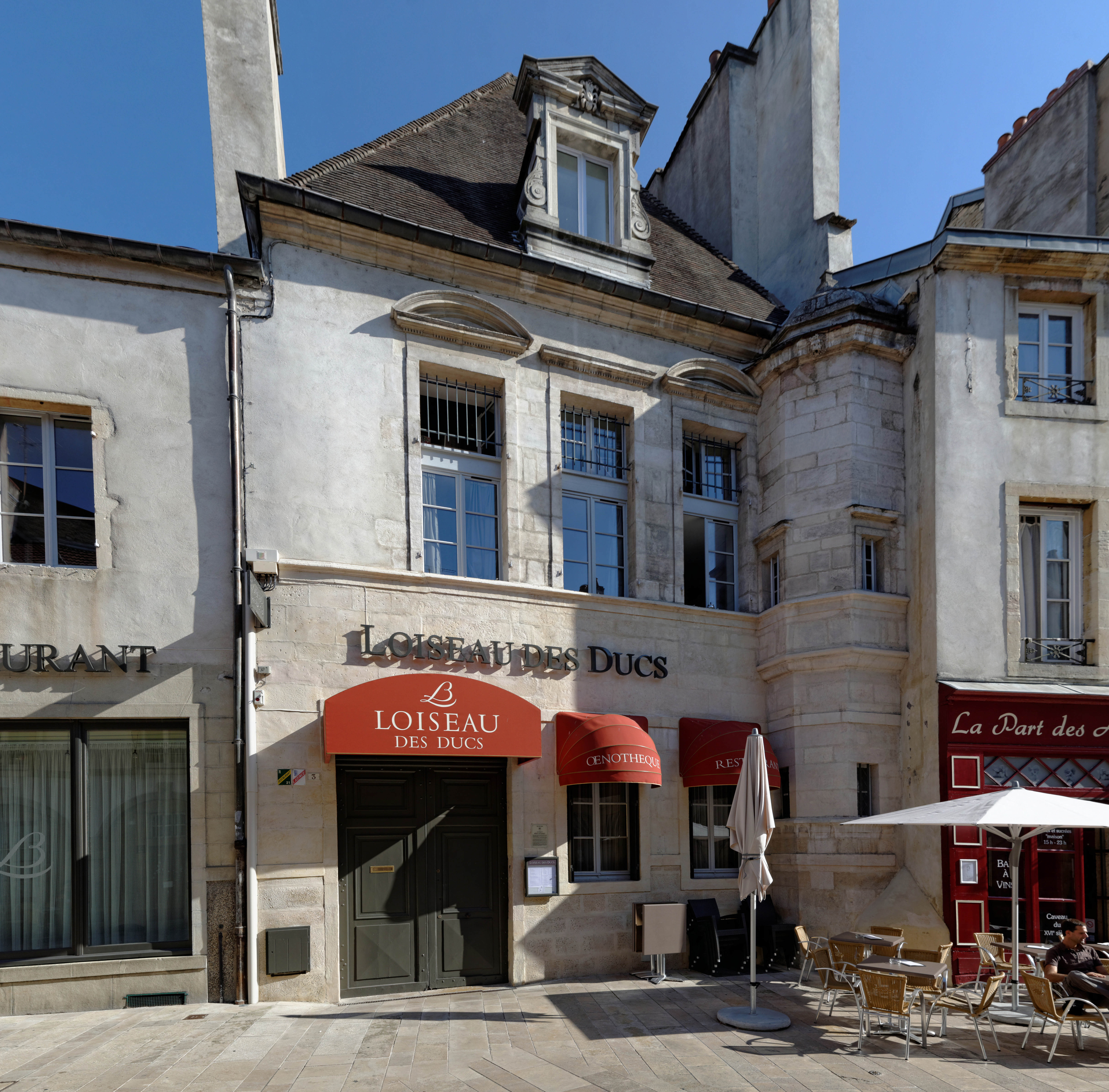
Le restaurant Loiseau des Ducs
- Le restaurant L'Aspérule
- Le restaurant Origine

- Le restaurant William Frachot - Hostellerie du Chapeau Rouge [6]
- Le restaurant Loiseau des Ducs [7]

### Restaurants anciennement étoilés
- Le restaurant la Maison des Cariatides, rue Chaudronnerie, étoilé de 2016 à 2018 par l'un des plus jeunes chefs de France[8].
- Le restaurant Stéphane Derbord, étoilé pendant 26 ans, de 1993 à 2019[9].

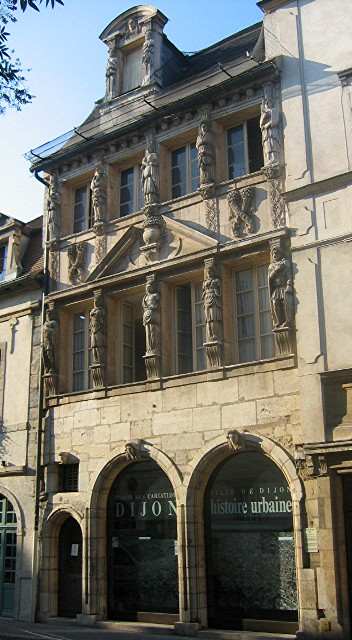
Le restaurant la Maison des Cariatides
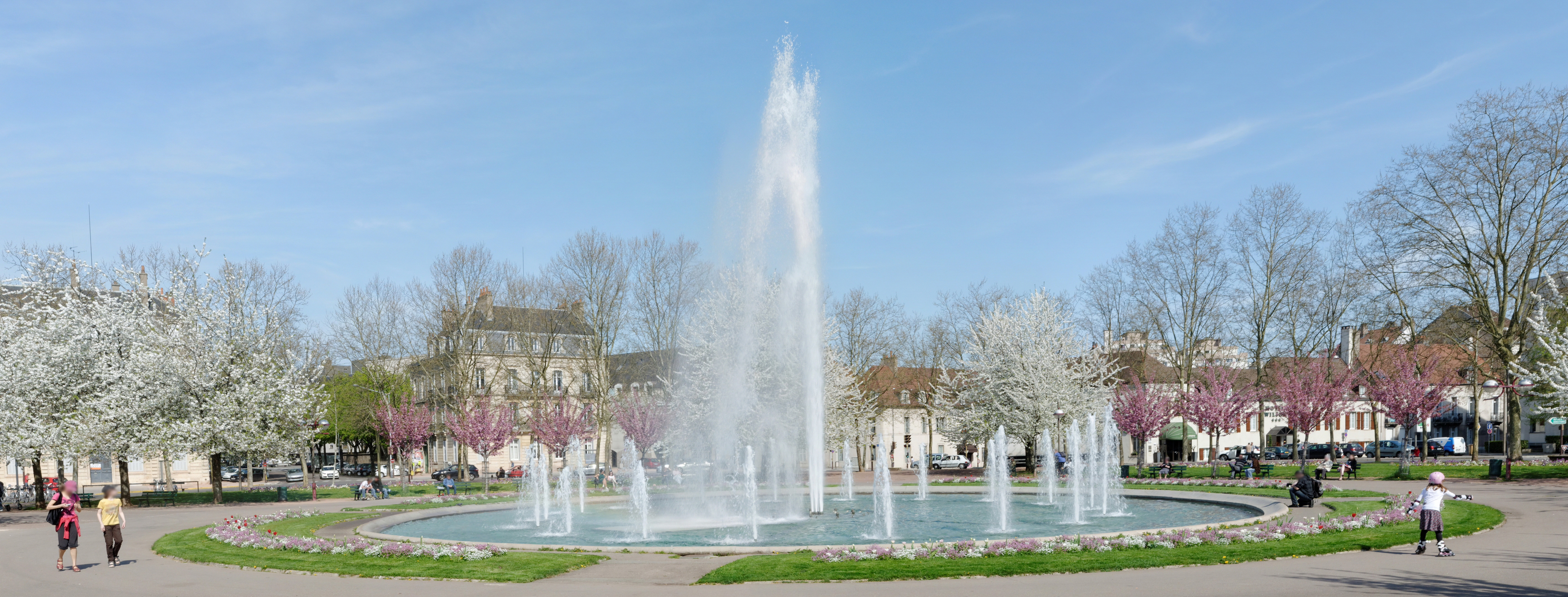
Le restaurant Stéphane Derbord, Place du Président-Wilson

### Institutions dijonnaises
- "Le pré aux clercs", haut lieu dijonnais de la restauration depuis 1866[10] et anciennement étoilé.
- Le restaurant "l'Edito" situé place Darcy existe depuis 1879. Anciennement café-brasserie "La Concorde", l'établissement a longtemps été considéré comme le plus beau de la ville de par son style Art nouveau[11].
- La brasserie "La bourgogne" (anciennement "Café de Bourgogne") existe depuis 1904. Elle est située place de la République et est de style Art déco [12].
- Le salon de thé "Le Comptoir des Colonies", prisé par les touristes et les dijonnais, est situé à l'intersection de la rue et de la place François Rude [13]. Il a la particularité d'être décoré dans un style colonial et de proposer une large sélection de thé provenant de la maison Mariage Frères.

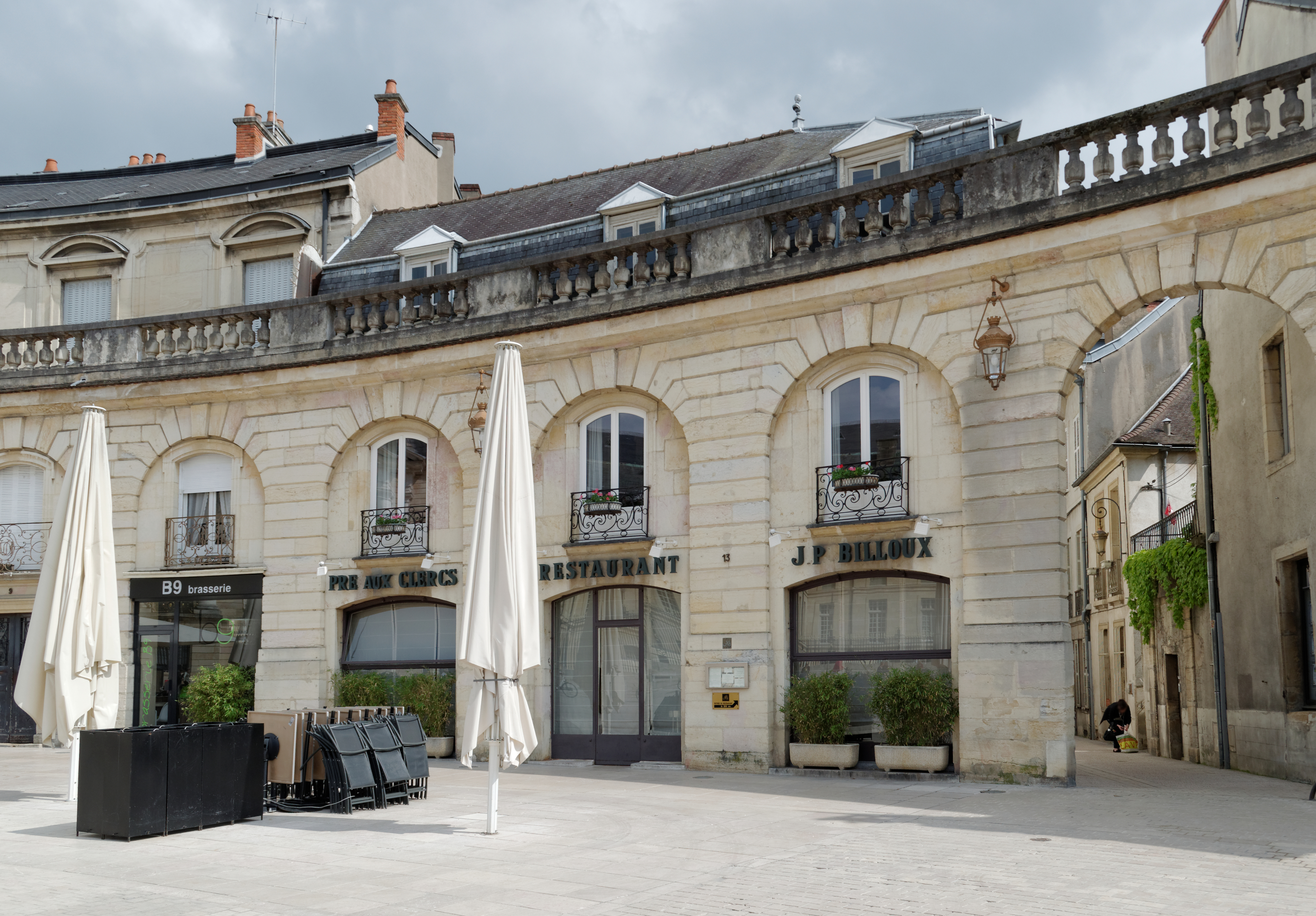
Le pré aux clercs, Place de la Libération
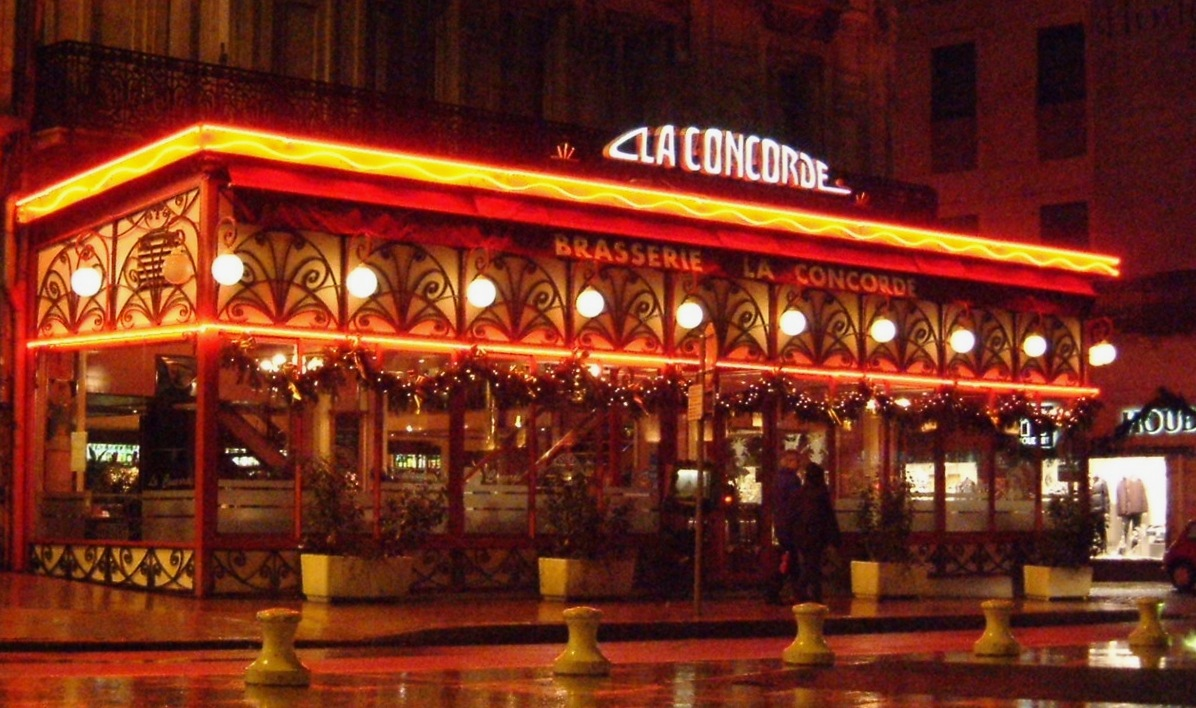
Ancien café-brasserie La Concorde
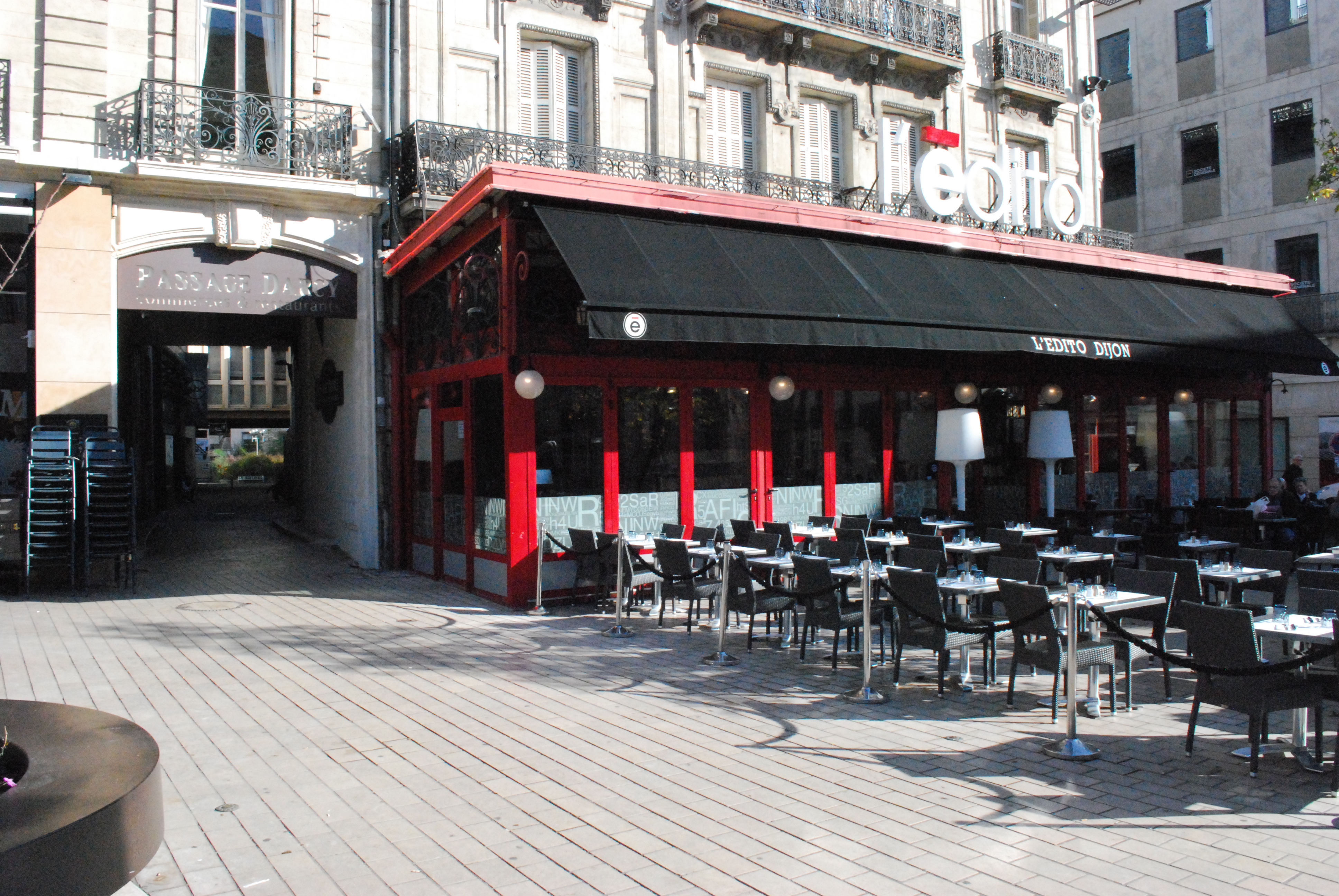
Le restaurant l'Edito

### Commerces
La ville de Dijon est dotée de commerces historiques : la maison Mulot & Petitjean, fondée en 1796, est la plus ancienne fabrique et boutique de pain d'épices de Dijon. La boutique historique est basée à l'hôtel Catin de Richemont, place Bossuet. Cette maison à colombages date du XVe siècle. L'épicerie Maille, fondée en 1747 et présente depuis 1845, rue de la Liberté à Dijon est la boutique historique de moutarde. Les halles du marché de Dijon, en architecture métallique construites de 1873 à 1875, accueillent plusieurs fois par semaine un marché de produits alimentaires.
Depuis 2017 est également installé dans la cité des ducs la boutique du traiteur Patrice Gallet, meilleur ouvrier de France depuis 1988 ,.

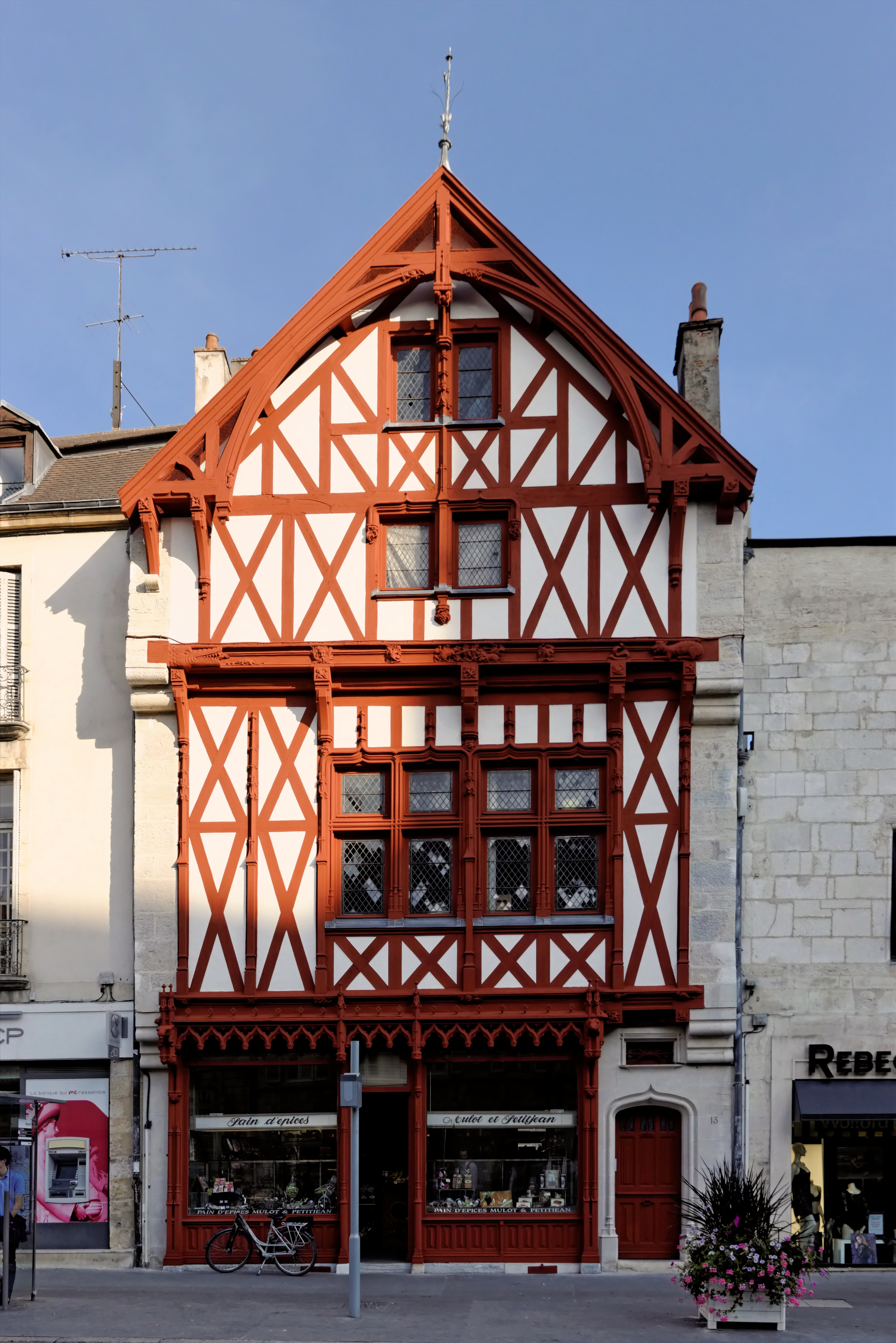
Maison Mulot & Petitjean
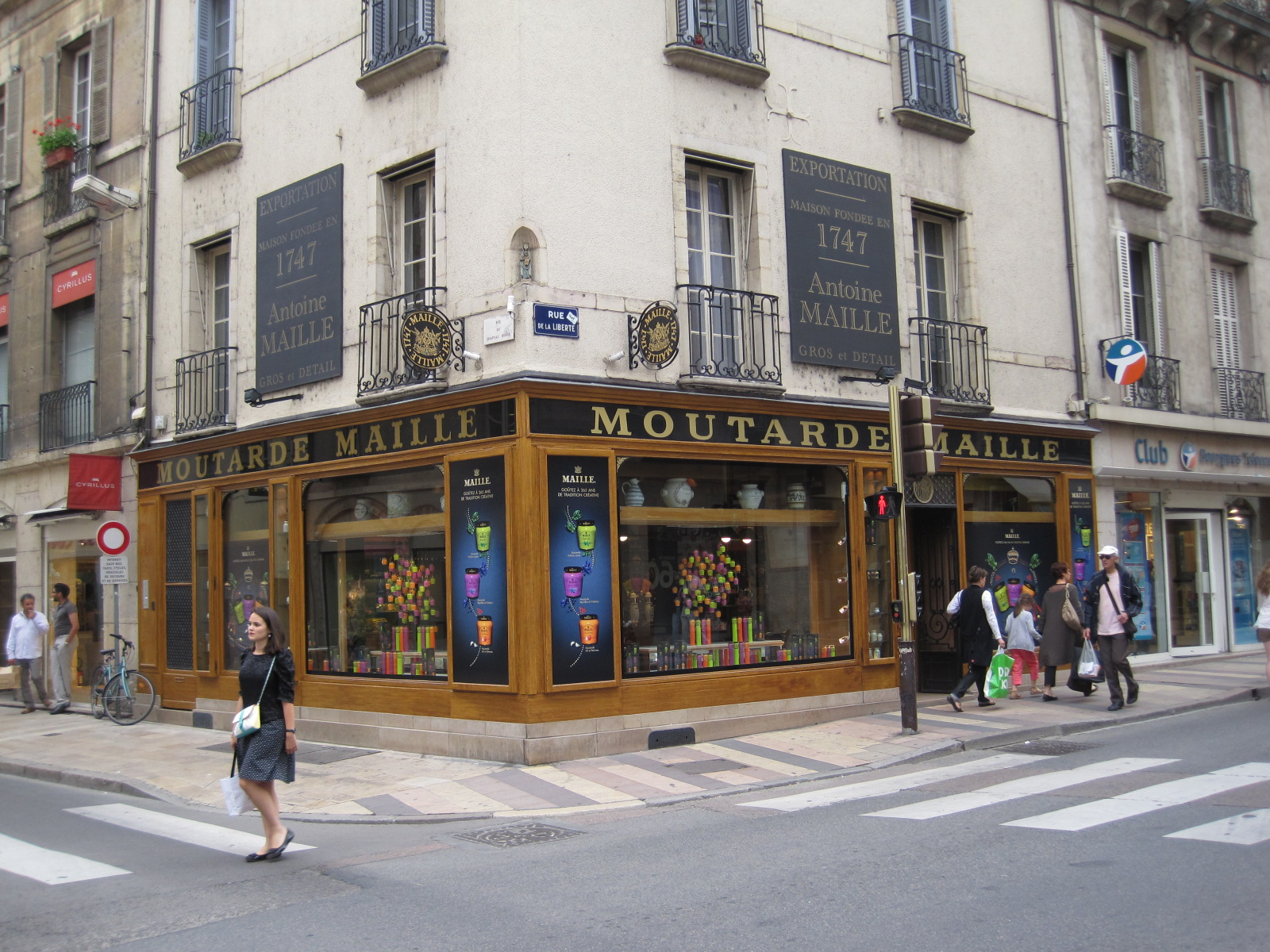
L'épicerie Maille
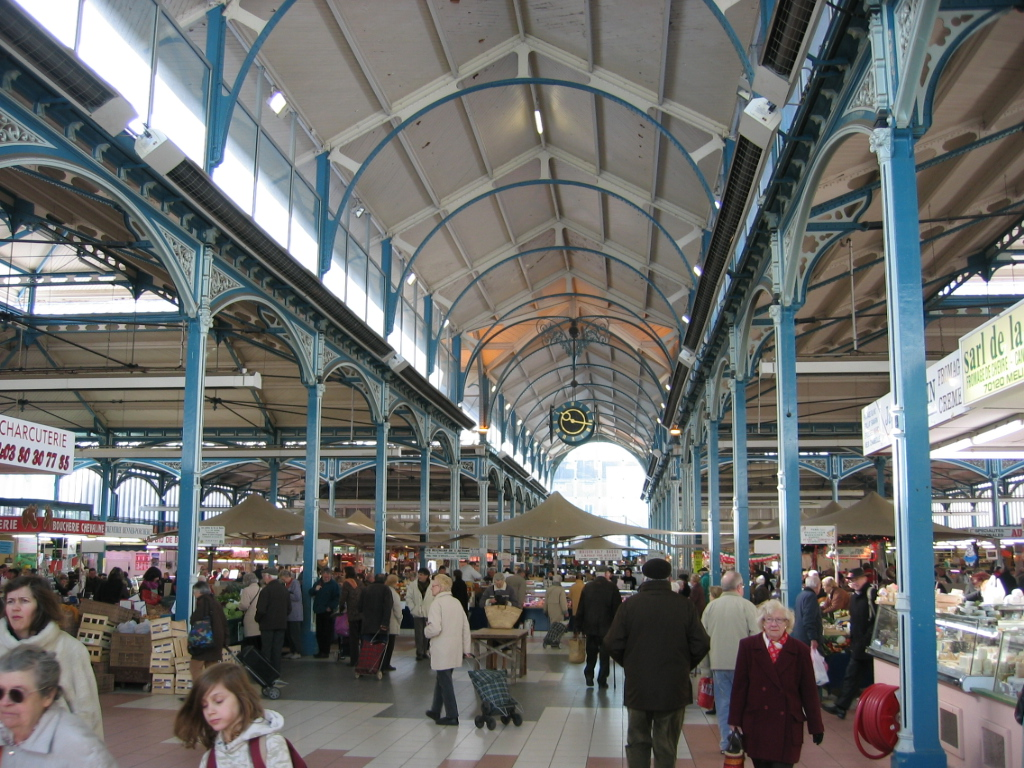
Les halles du marché de Dijon

## Des fromages à Dijon
Le fromage le plus typique de la ville est le fromage de Cîteaux, confectionné depuis 1930 par l’abbaye de Cîteaux située entre Beaune et Dijon.
Cependant, les fromages au lait de vache bourguignons sont aussi très présents dans la cuisine dijonnaise, notamment l'époisses, que l'on retrouve dans la salade dijonnaise, mais également L'Ami du Chambertin, Le Trou du Cru, Petit Gaugry.

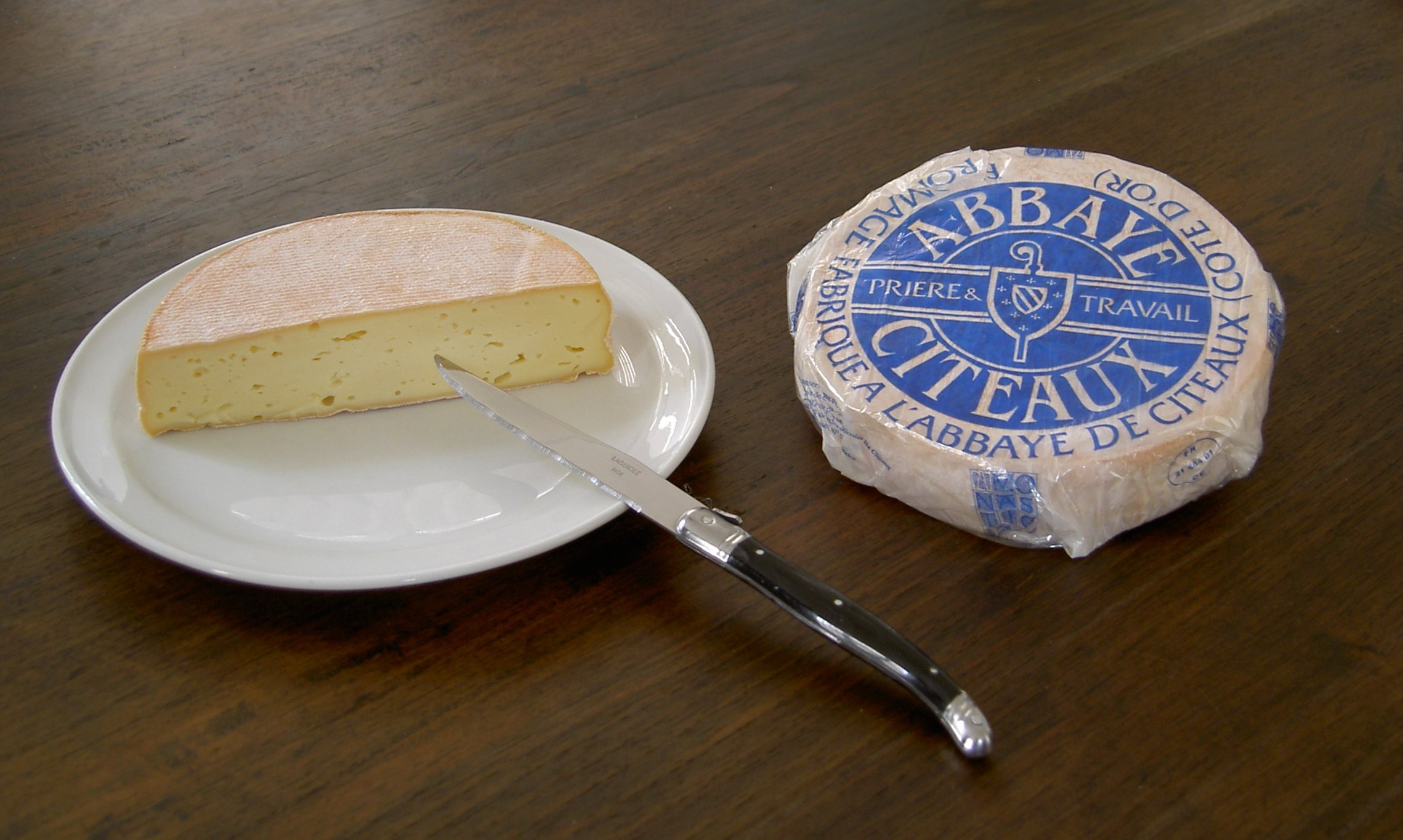
Fromage de Cîteaux
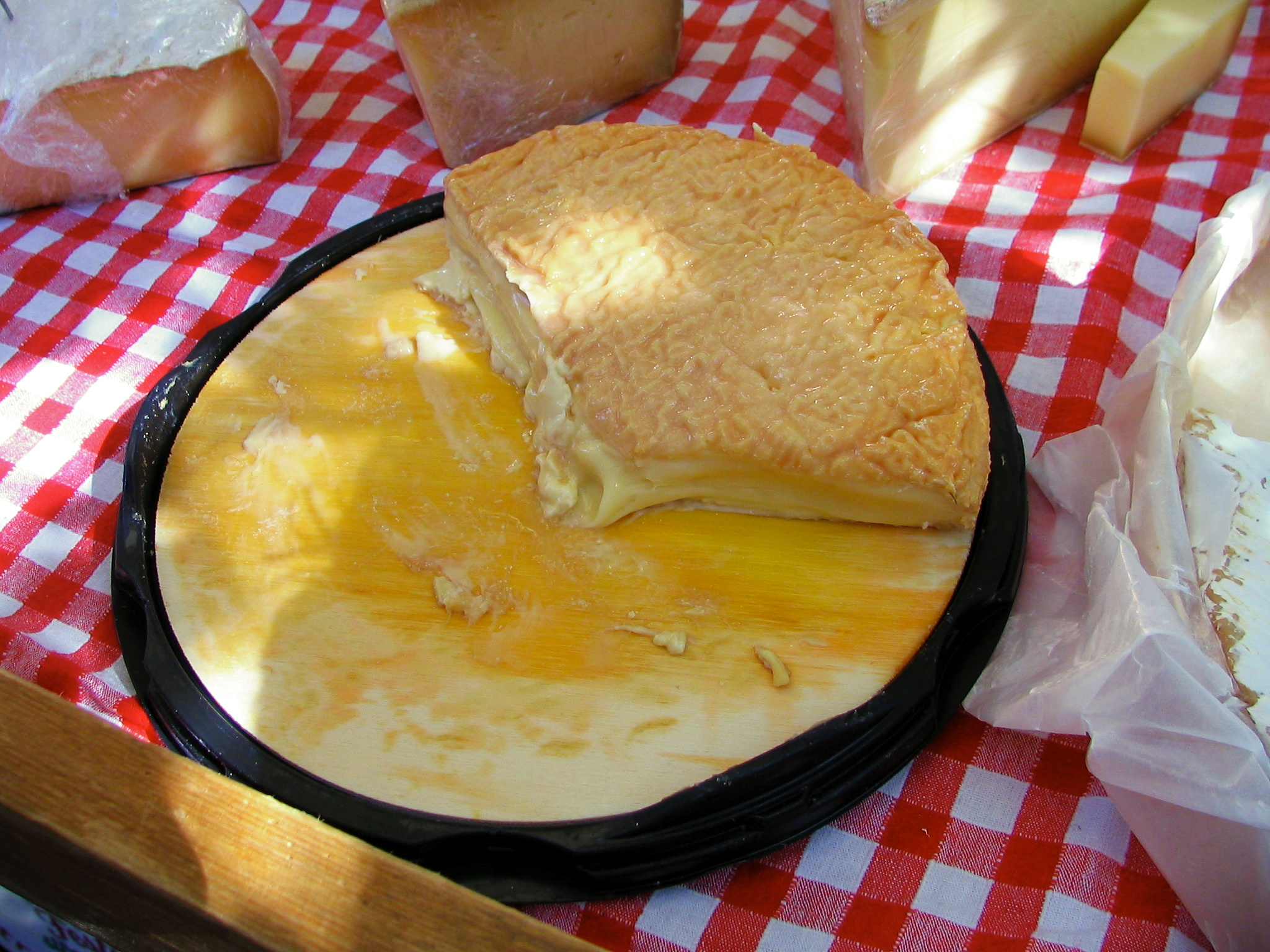
Époisses
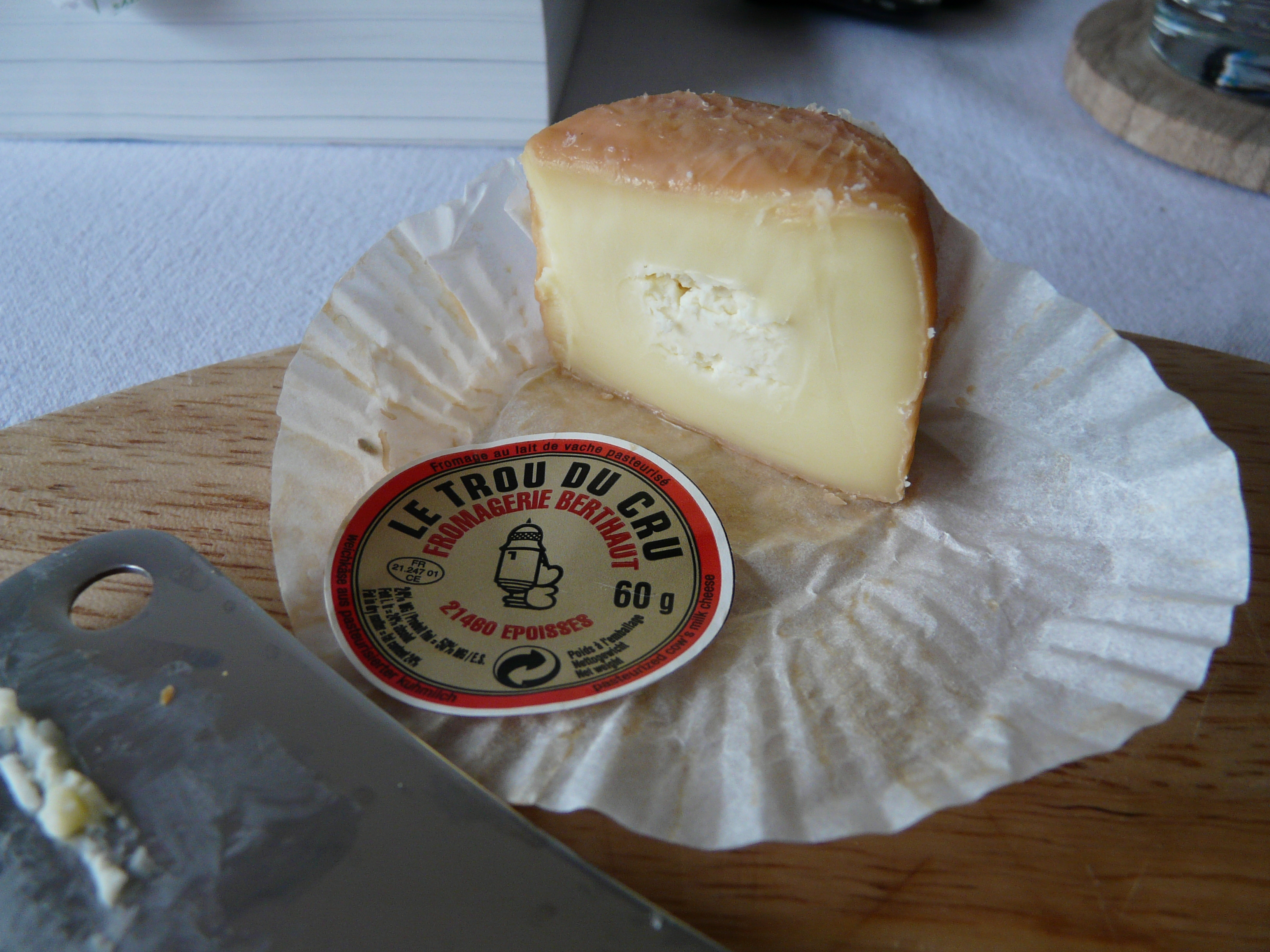
Le Trou du Cru
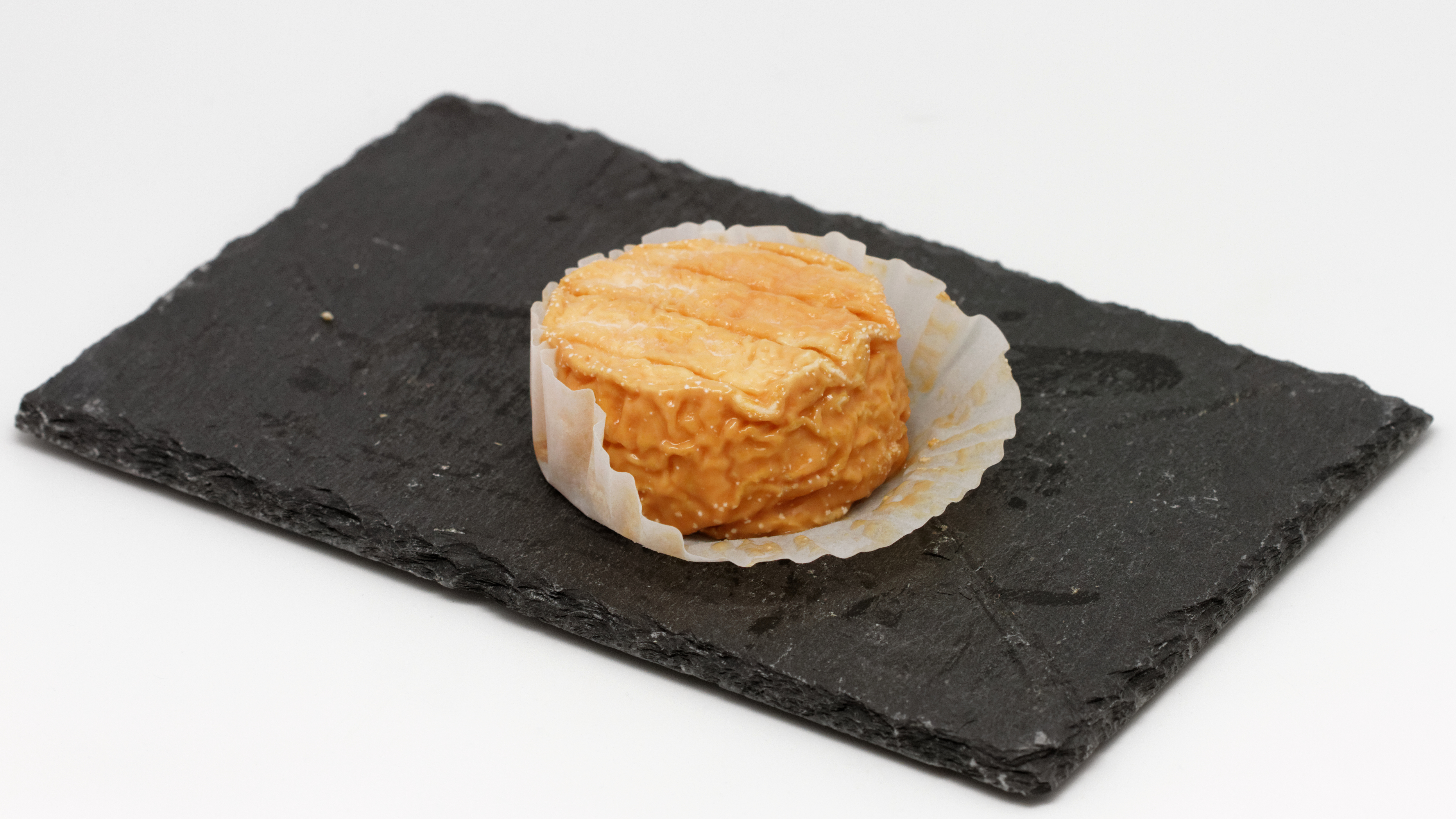
Petit Gaugry

## Les fruits et les légumes
Le légume typique de la ville de Dijon est l'"asperge de Ruffey", qui provient de la commune de Ruffey-lès-Echirey à seulement quelques kilomètres de Dijon. La "truffe de bourgogne" est également très présente dans la gastronomie dijonnaise ainsi que le cassis de bourgogne.
Les serres et les potagers de Bourgogne fournissent également quantité de légumes assez variés : tomates, carottes nivernaises, asperges de Meursault, ou les oignons d'Auxonne, haricots blancs, chou, navets, poireaux ou la laitue.

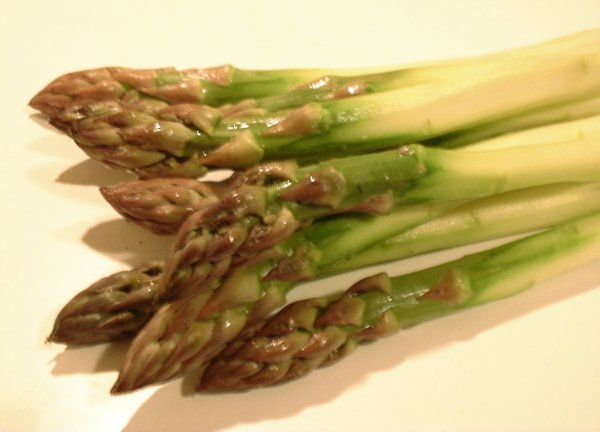
Asperge
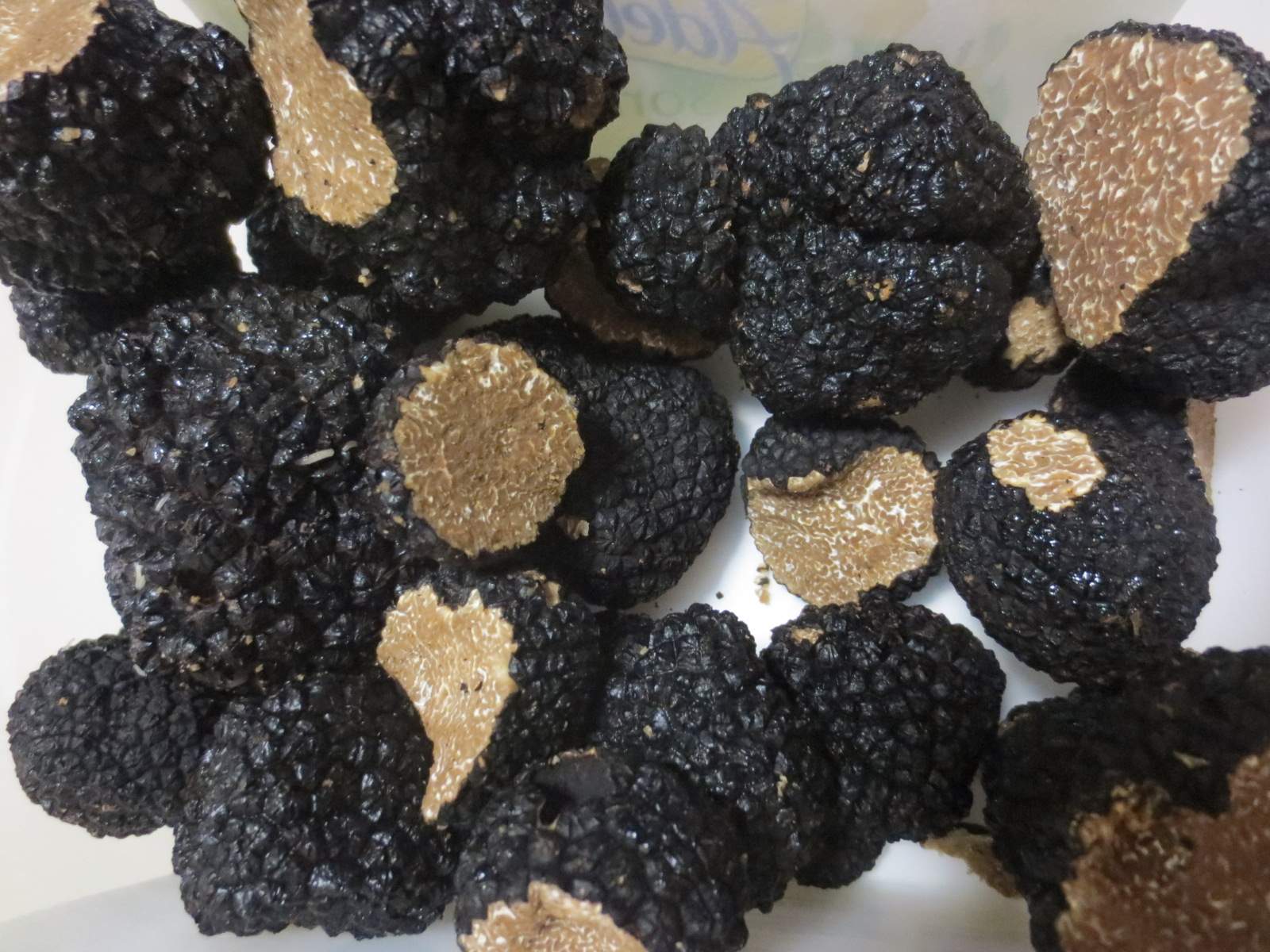
Truffes de Bourgogne (Tuber uncinatum)
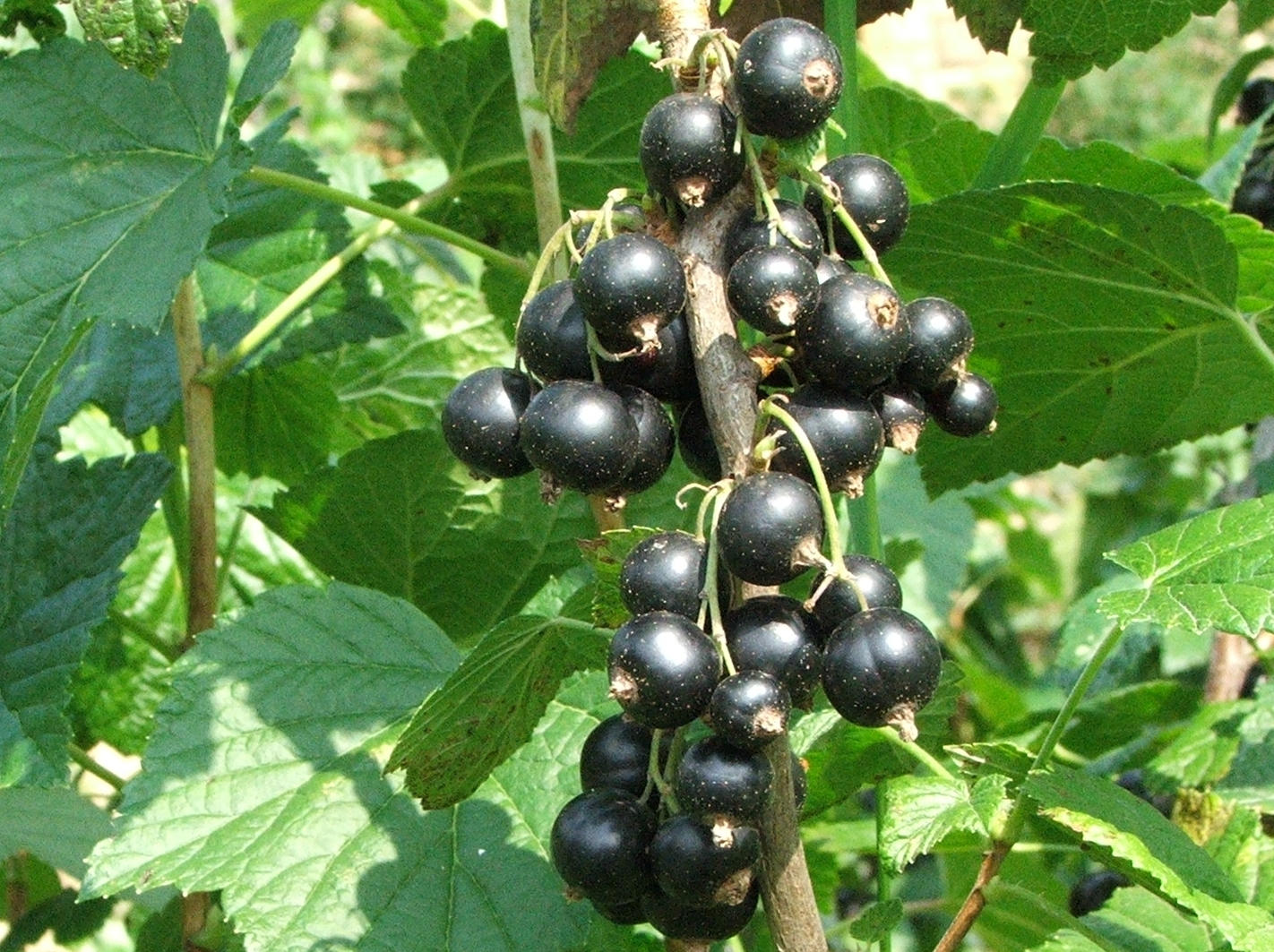
Cassis de Bourgogne

## Volailles, charcuteries, viandes
La spécialité dijonnaise est le Jambon persillé, à l’origine de fabrication familiale, ce produit se préparait à Dijon mais également en Côte-d'Or à l’occasion des fêtes de Pâques.  
Il existe également en charcuterie : le judru et l'atterau.
Dans le département, parmi les spécialités de viandes et de volailles que l'on peut facilement retrouver à Dijon, on peut désigner :
- Le Coq au vin à la bourguignonne
- Les Escargots de Bourgogne
- Le Bœuf bourguignon
- La Potée bourguignonne

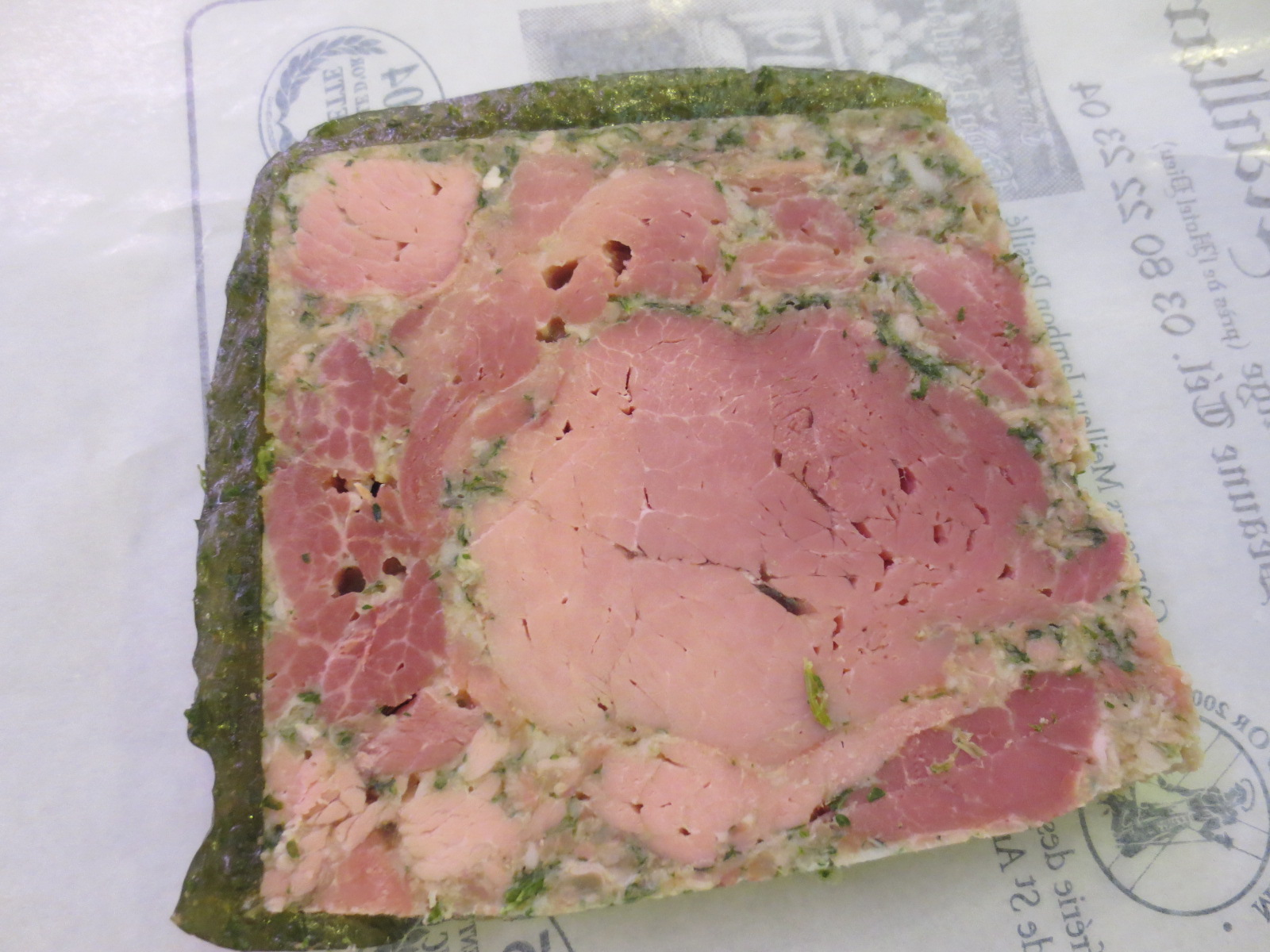
Jambon persillé
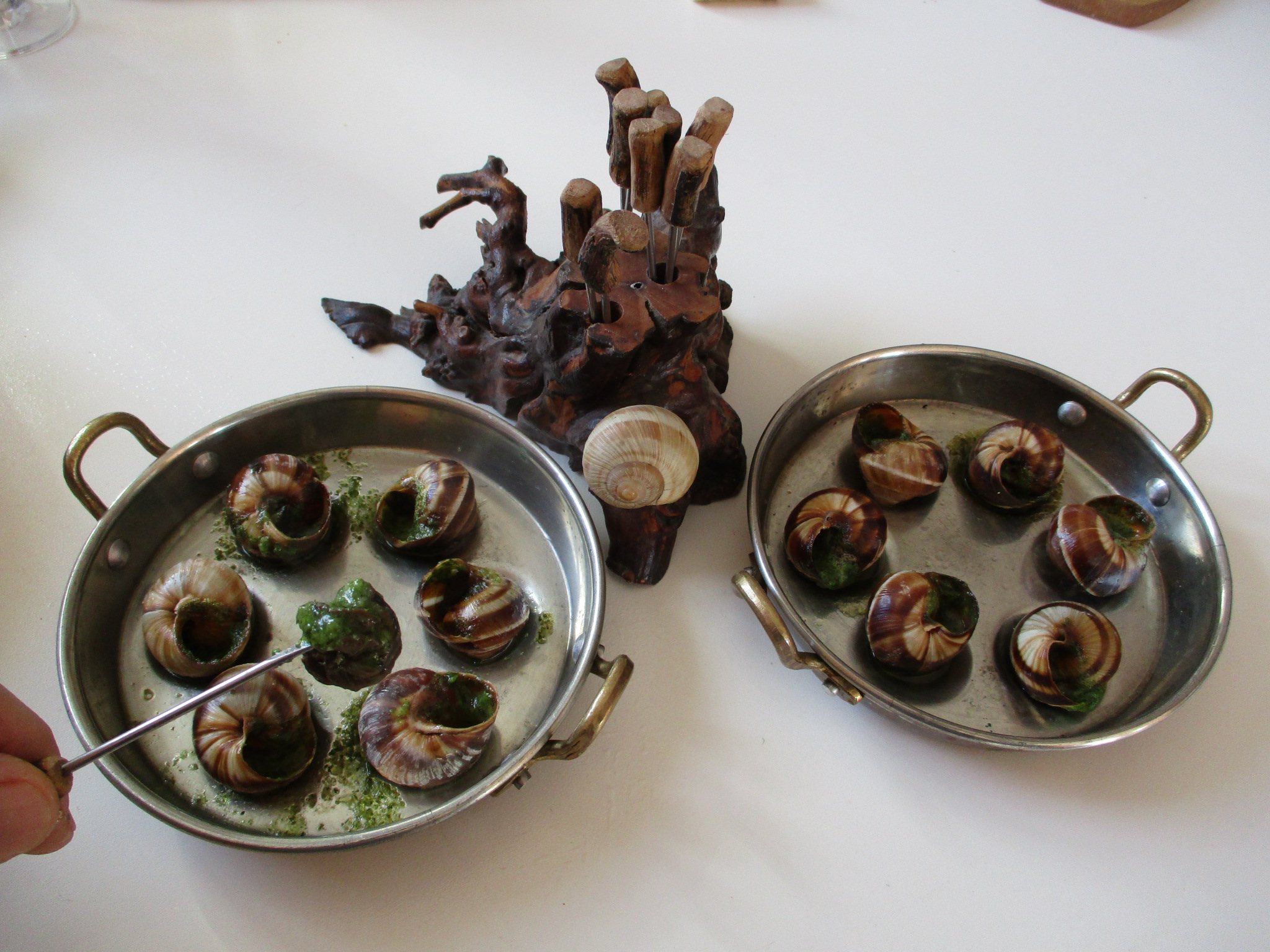
Escargots de Bourgogne
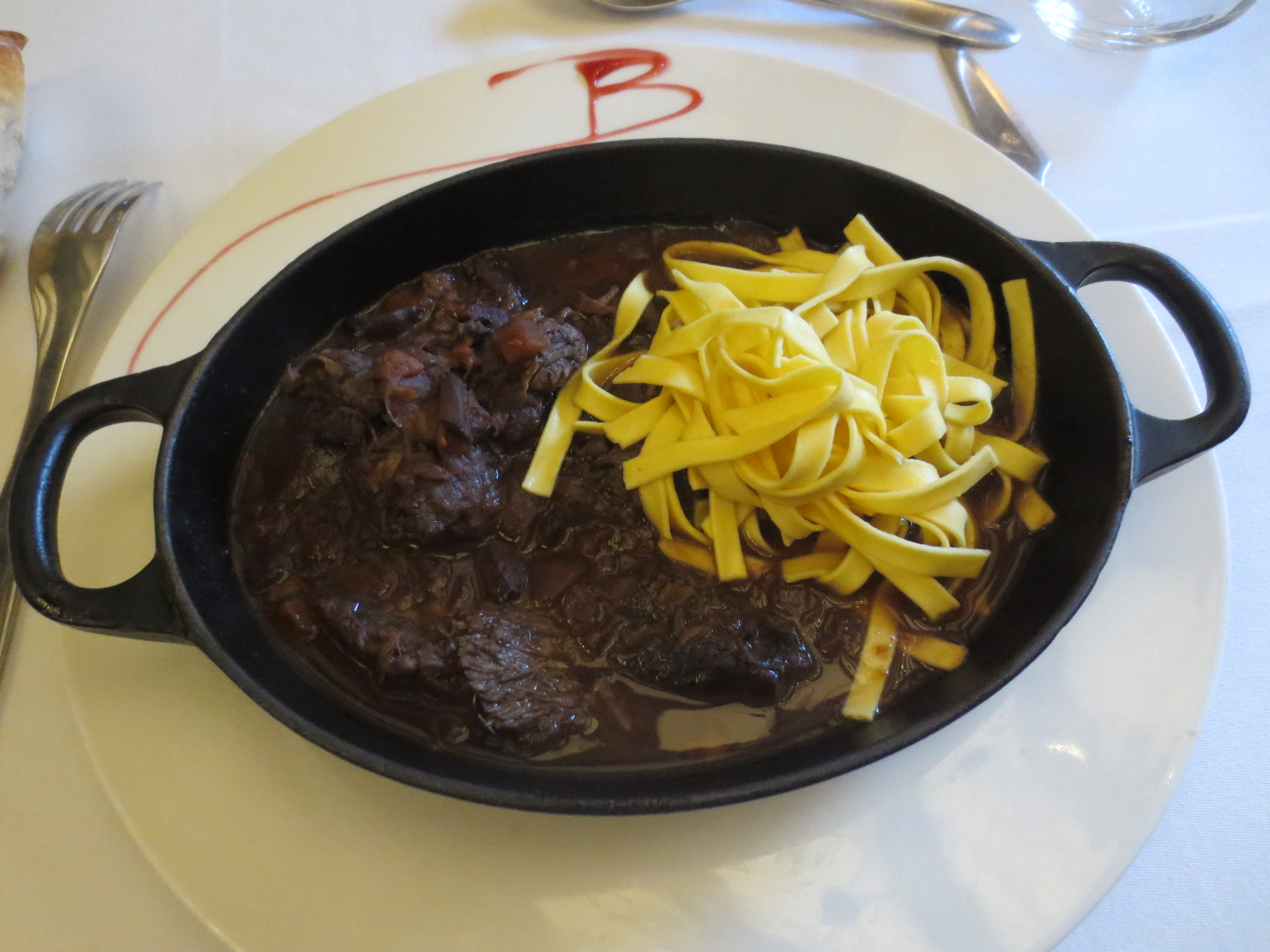
Bœuf bourguignon
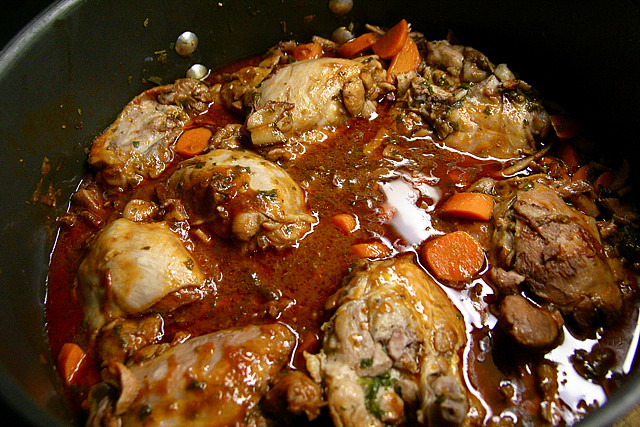
Coq au vin

## Pains et pâtisseries
La ville de Dijon possède plusieurs spécialité sucrées dont la plus connue est le "Pain d'épice de Dijon", présent dans la cité des ducs depuis le XIVe siècle. 
C'est seulement au début du XXe siècle que sa renommée va s’accroître grâce à la Grande Encyclopédie de 1900 qui publiera : "En France, le pain d'épices le plus renommé pour sa finesse est celui de  Dijon". La ville recense au cours du siècle une dizaine de fabriques spécialisées dans ce type de produit, notamment les maisons : "Georges Aimé" fondée avant la première guerre mondiale et jusqu'à 1959, "Auger" de 1852 à 1969 (cession à Mulot & Petitjean), Dionné, "Philbée" de 1895 à 1939 (cession à la Générale alimentaire), "Mulot & Petitjean".
La cité des Ducs deviendra après la Première Guerre mondiale, la capitale du pain d'épice. Actuellement, il ne reste plus qu'une fabrique à Dijon : "Mulot & Petitjean". 
D'autres spécialités dijonnaises dérivent du pain d'épice  :
- la "Nonnette de Dijon", adoptée par les pain-d'épiciers dijonnais depuis le milieu du XIXe siècle[27].
- La "Gimblette", qui désignait autrefois un gâteau rond, sec et dur de type échaudé, repris également par Les pain-d'épiciers dijonnais[28]. Il ne doit pas être confondus avec la Gimblette d'Albi.
- Le "glacé mince", spécialité dijonnaise qui, comme la gimblette et la nonnette de Dijon, s'inscrit dans cette gamme de produits originaux “tirés” du pain d’épices[29]

Il existait avant la Seconde Guerre mondiale, l'usine de gâteaux dijonnaise Pernot, de renommée internationale, qui a produit pendant près d'un siècle une large gamme : de biscuits, de petits-beurres, de friands, de macarons, de galettes et de gaufrettes . 

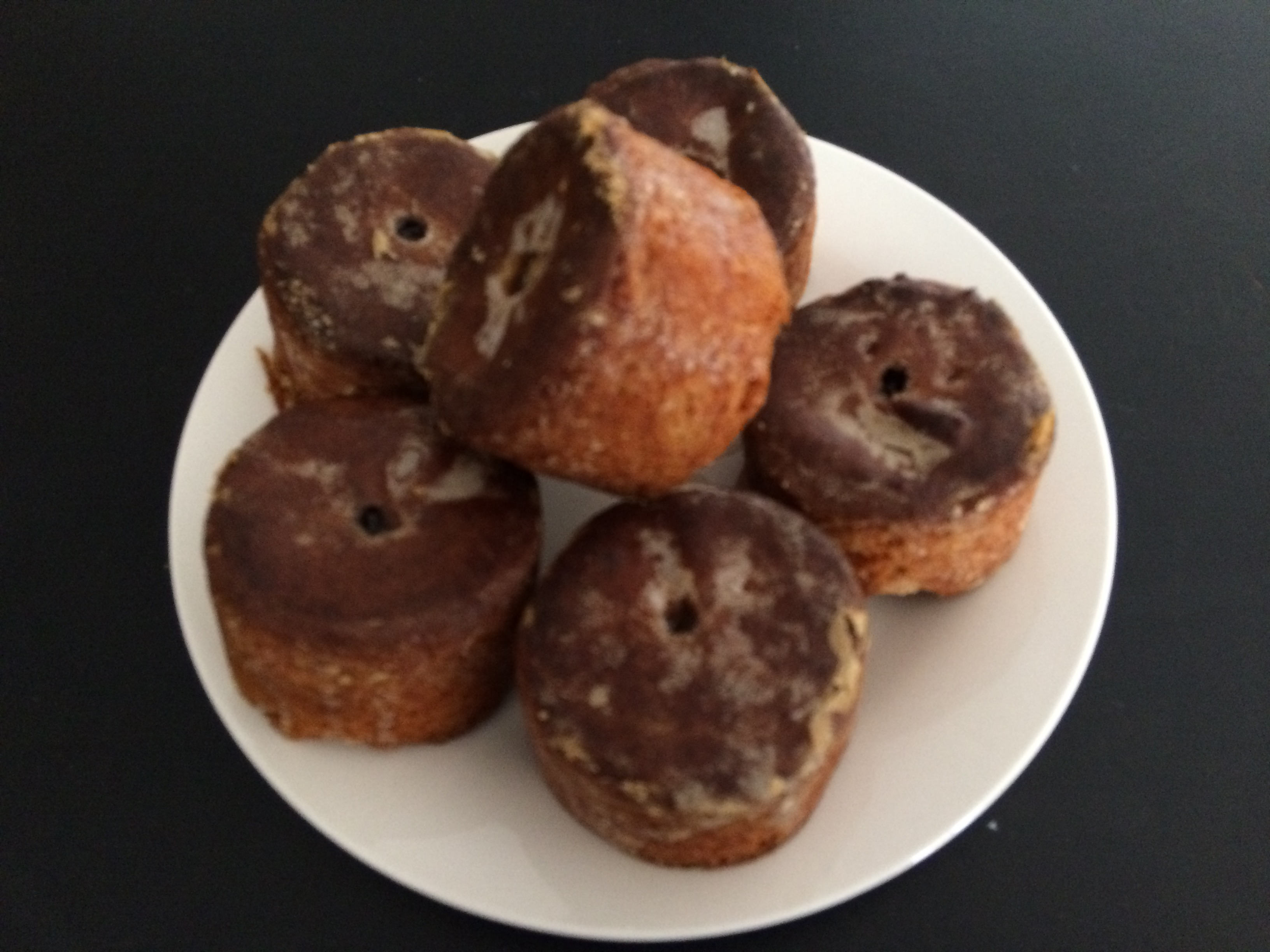
Nonnette de Dijon
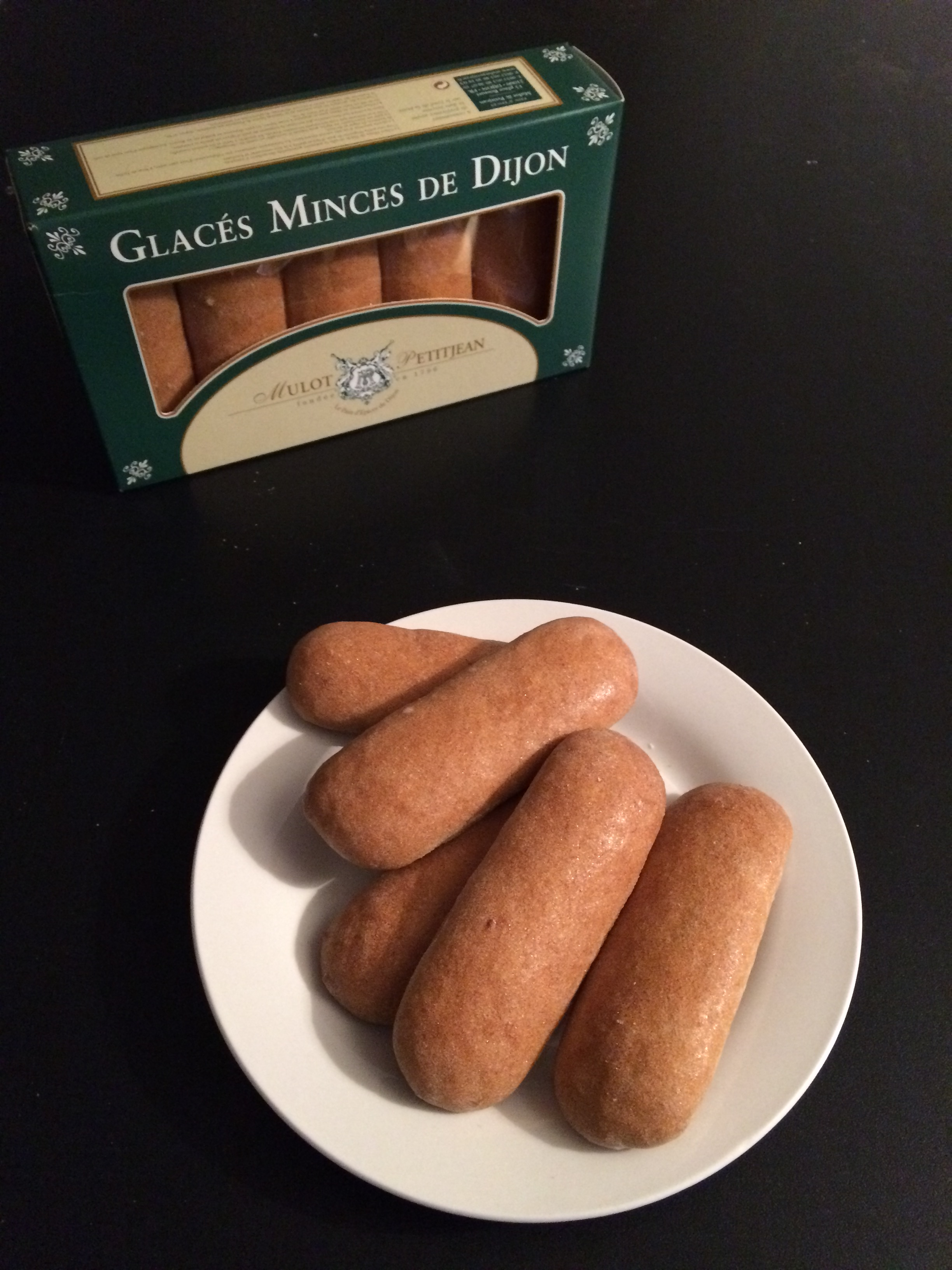
Glacé mince chez Mulot & Petitjean
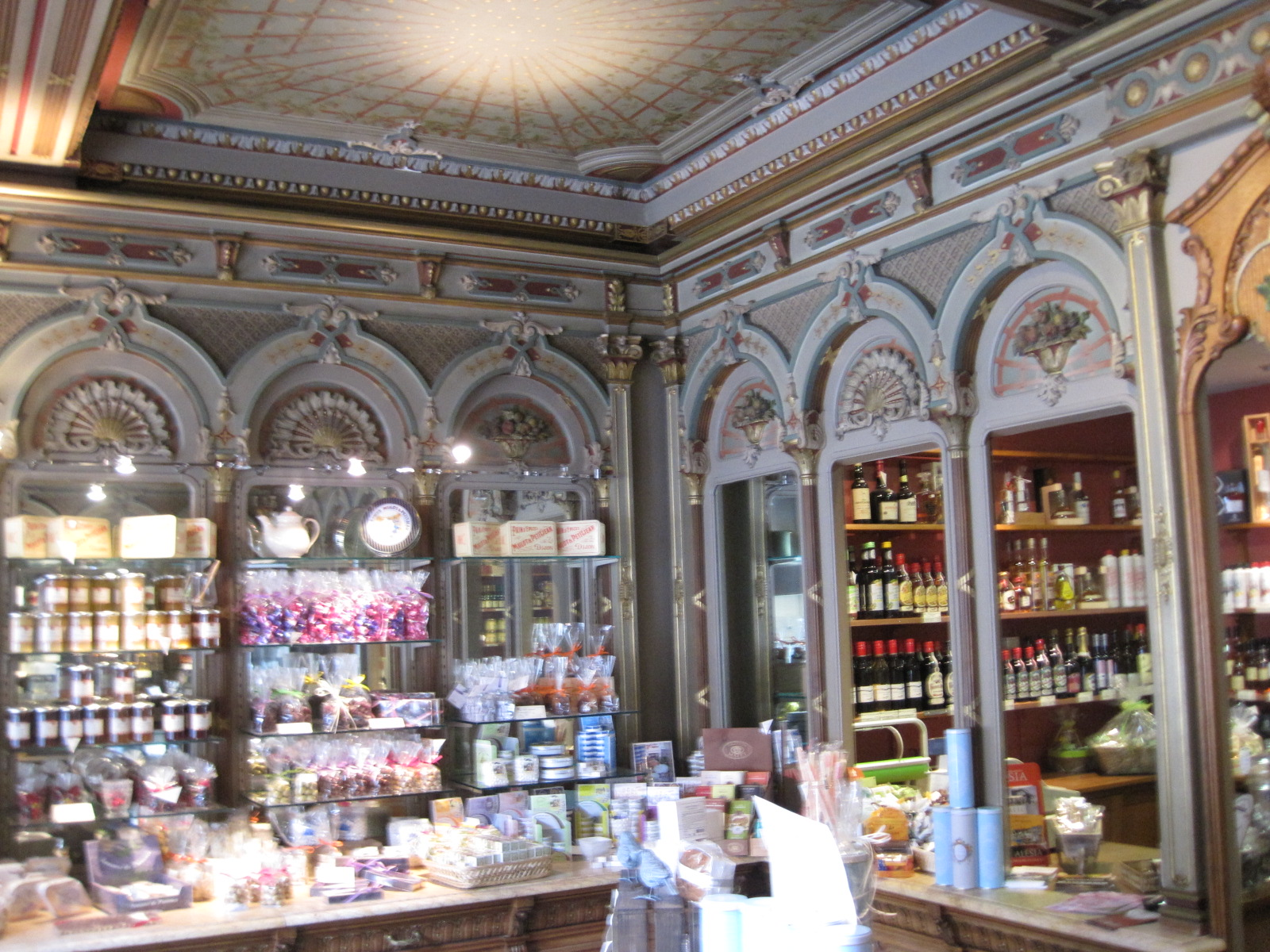
Gimblette de chez Mulot & Petitjean
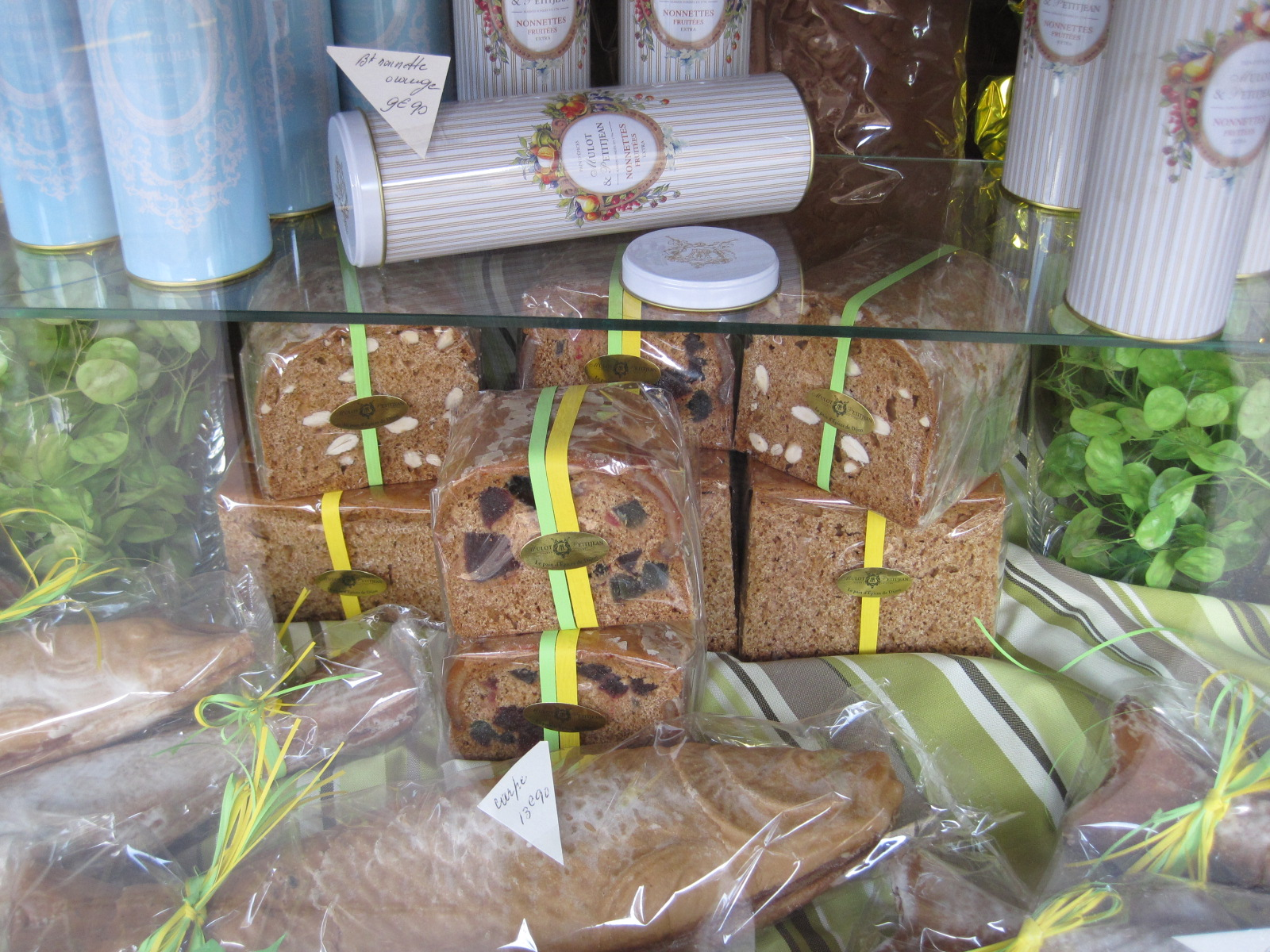
Pain d'épices de Dijon Mulot & Petitjean
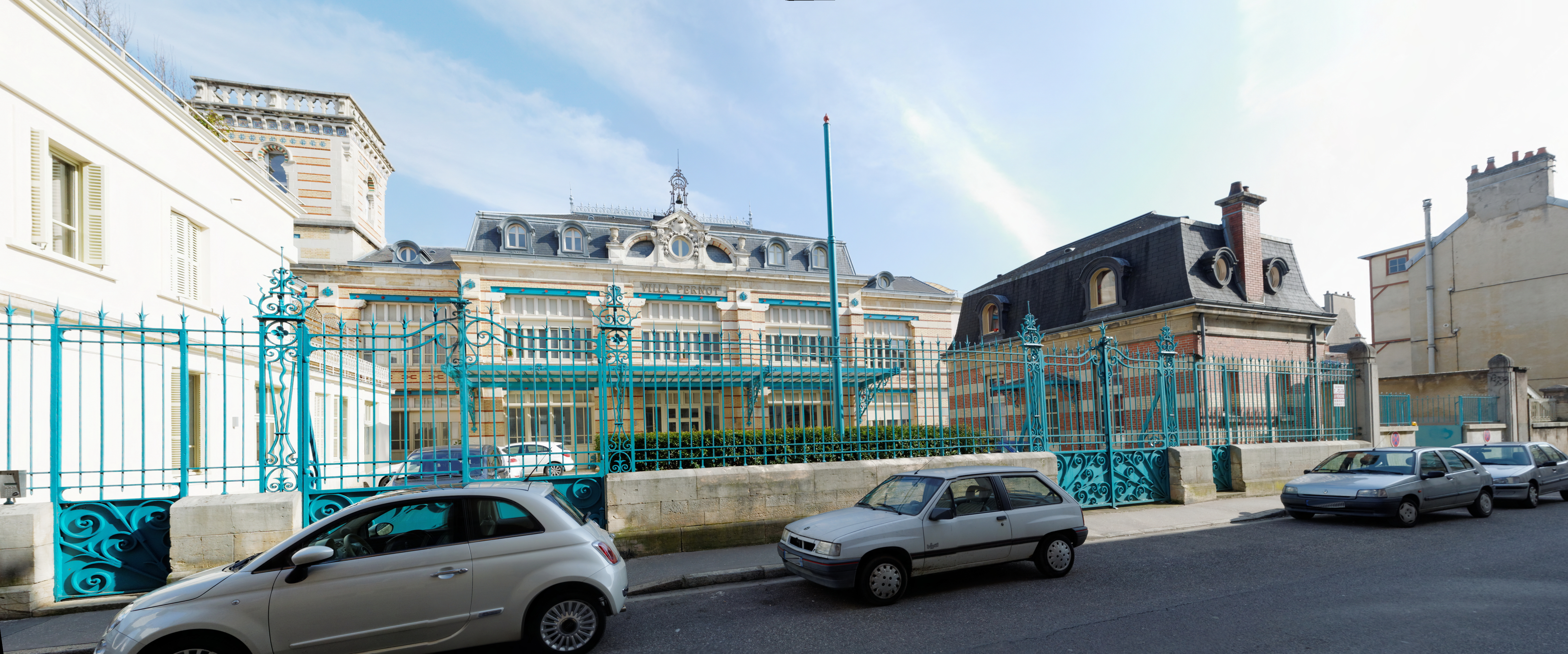
Ancienne usine de biscuits Pernot

## Confiseries et chocolat
Le chocolat tient une place importante dans l'histoire de la ville, le dijonnais Henri Duthu devient en 1770  le pharmacien-chocolatier de la reine Marie-Antoinette d'Autriche. Son descendant, le maître chocolatier Joseph Duthu, sera installé depuis 1835 à l'angle de la rue et Bossuet et de la place du même nom. La chocolaterie sera vendue à Henri Breuil en 1886 et déménagera au n°88 de la rue de la liberté sous le nom "Au Prince de Condé Duthu". 
La ville de Dijon est également connue pour ses chocolats Lanvin. Dès 1862 une chocolaterie s'établit pour la première fois à Dijon grâce à l’industriel Théodore Truchot Mauverney. C'est en 1912, qu'Auguste Lanvin, qui exploite une sucrerie dans le nord de la France, décide de déplacer son usine en Côte-d'Or. Il rachète à la famille Burrus la petite chocolaterie en 1921 et l'entreprise ne cesse de s'accroitre et de se moderniser au fil des années. L'usine existe toujours et est basée dans la zone industrielle Cap Nord de Dijon, sous le nom de "Chocolaterie de Bourgogne".
A aujourd'hui, la ville compte une dizaine de chocolatiers dont le meilleur ouvrier de France depuis 1991 : Fabrice Gillotte (22 chocolatiers seulement détiennent ce titre en France).
Depuis juillet 2017, François Pralus a ouvert sa douzième boutique de chocolat au n°78 de la rue de la liberté.
Depuis mai 2018, une boutique de calissons Le Roy René a ouvert au n°33 de la rue des Godrans.
Il existe également deux confiseries qui sont des spécialités dijonnaises :
- La "Cassissine", créée en 1901 par la maison Duthu. Son inventeur, Henri Breuil la nomma "Cassiduthu". Dans les années 1920, le pâtissier Michelin achète la recette et rebaptise la friandise “Cassissine”[36].
- Les "jacquelines de Dijon", confectionnées par Anthonin Michelin en 1926 en hommage à la famille Jacquemart, symbole de Dijon. La Jacqueline, en forme de grosse amande enrobée d'un glaçage au sucre, aux couleurs pastelles, se décline en plusieurs parfums : les roses, savoureuses, sont fourrées au praliné; les jaunes, croquantes, remplies de nougatine et les dernières nées de la gamme : cassis et café[37].

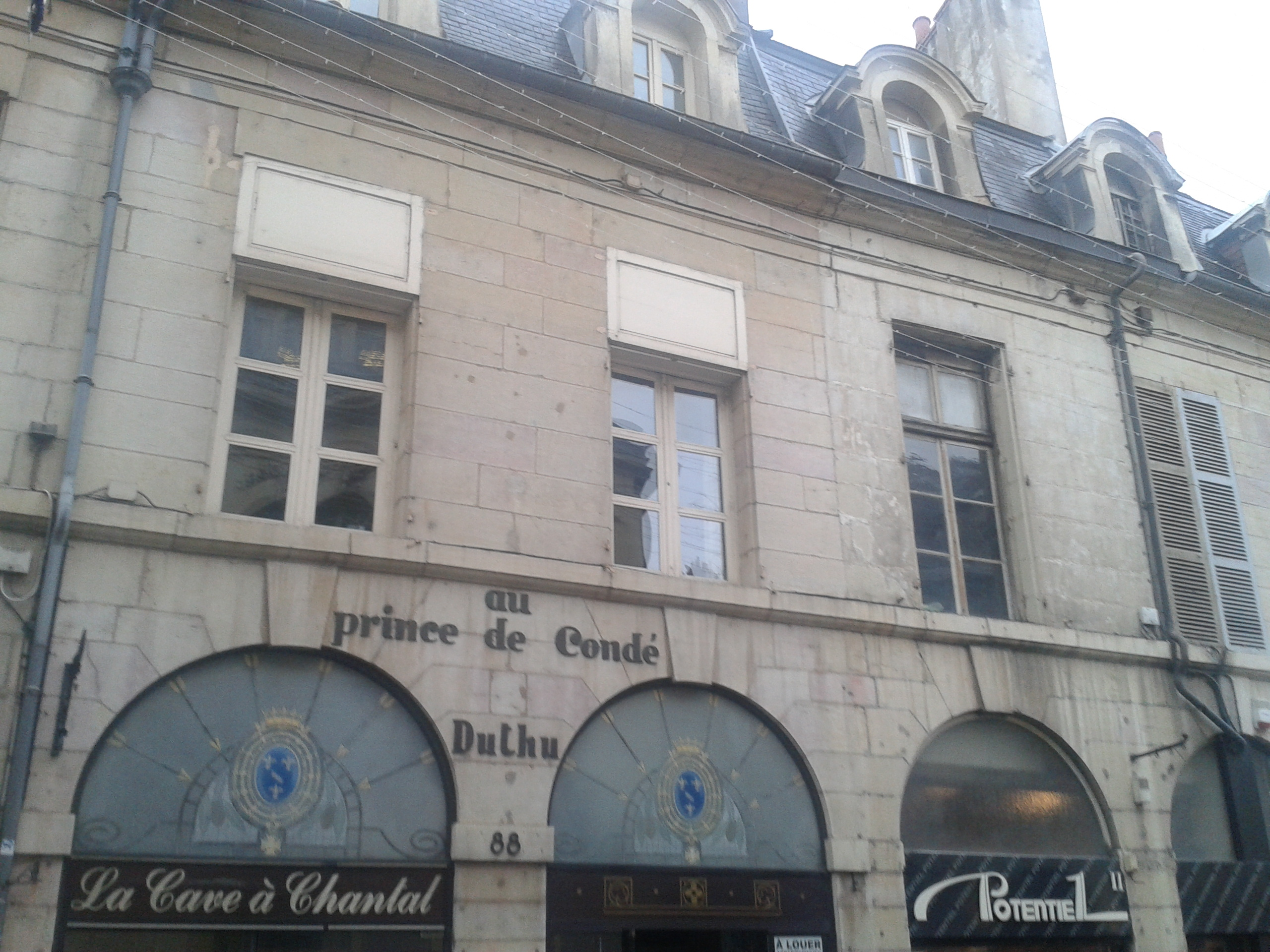
Au Prince de Condé Duthu, rue de la liberté.
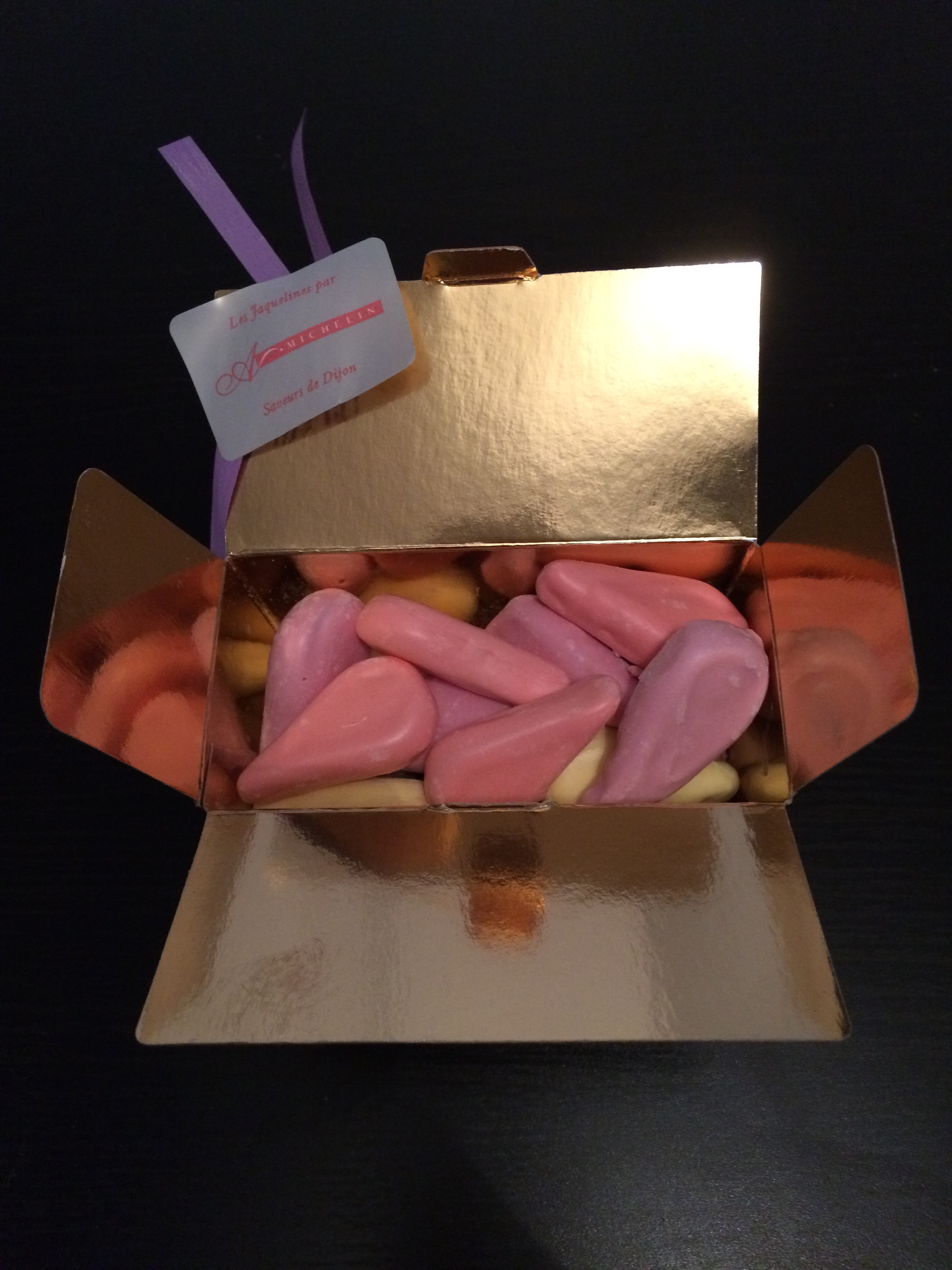
Les jacquelines de Dijon
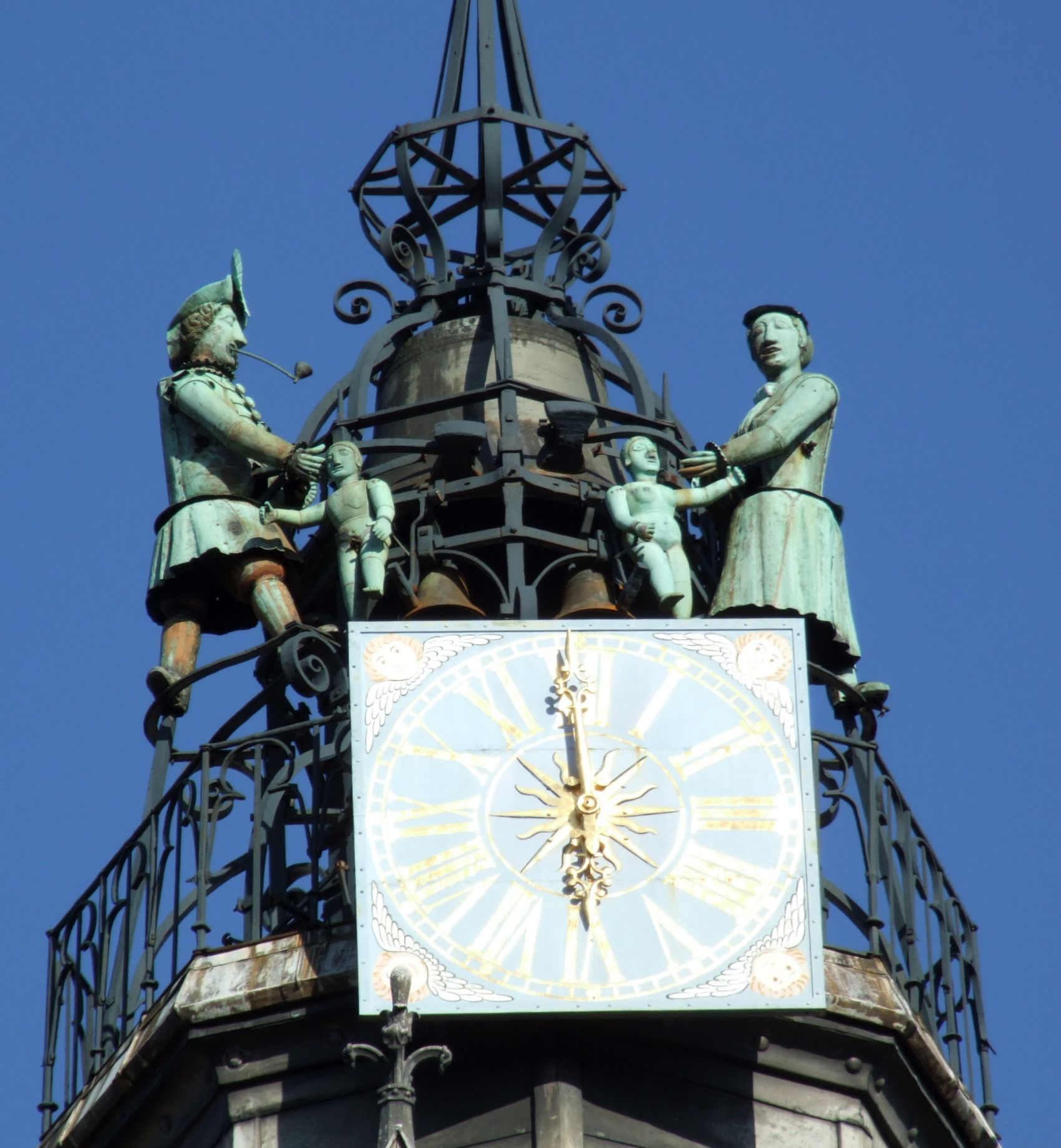
Les jacquelines de Dijon, confectionnées en hommage à la Famille Jacquemart

## Plats traditionnels
Les plats traditionnels de la cité des ducs sont :
- La salade dijonnaise, qui a la particularité d'être accompagnée avec de l'époisses sur du pain d'épices.
- Le poulet Gaston Gérard, créé en 1930 par l'épouse du député Maire éponyme de la ville de Dijon : Reine Geneviève Bourgogne.
- La poires belle dijonnaise, dessert de prestige, est un dessert de poires pochées dans du vin, nappées d’un sirop vineux dans lequel se mêlent de la crème de cassis et des épices[38].
- L'Œufs en meurette

Beaucoup de plats dijonnais sont cuisinés avec une sauce à la moutarde ce qui leur vaut l'appellation " à la dijonnaise", comme :
- Le lapin à la dijonnaise, à la moutarde de Dijon[39]
- Le brochet à la dijonnaise, mariné dans du persil, thym, beurre, échalote, vin blanc sec, marc de bourgogne et crème fraîche[40]
- L'andouillette à la dijonnaise
- Les lentilles à la dijonnaise
- La côte de veau à la dijonnaise
- Le rôti de porc à la dijonnaise
- L'escalope de saumon à la dijonnaise
- L'œuf dur à la dijonnaise
- Les escargots à la dijonnaise

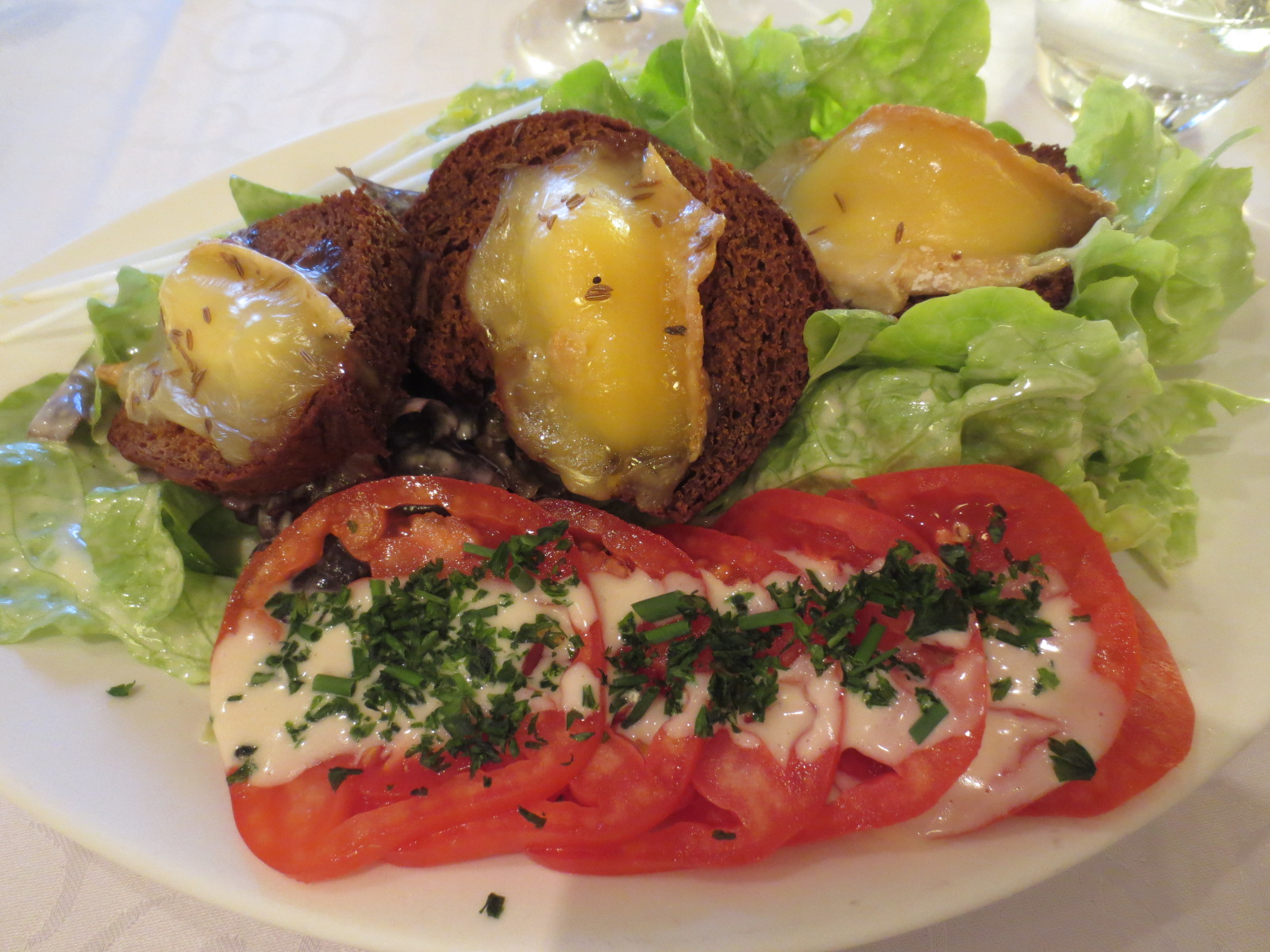
Salade dijonnaise avec époisses sur pain d'épices
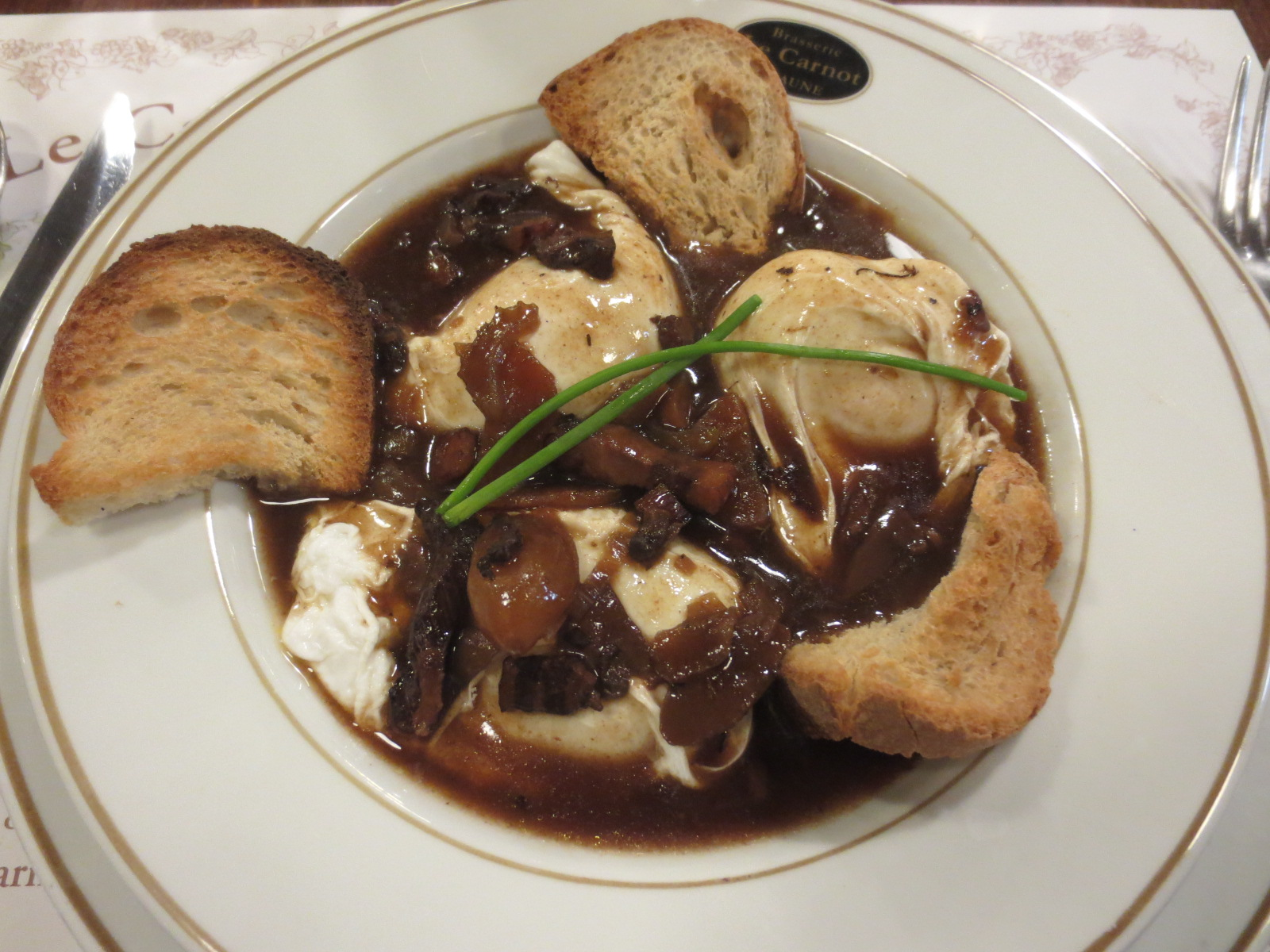
Œufs en meurette
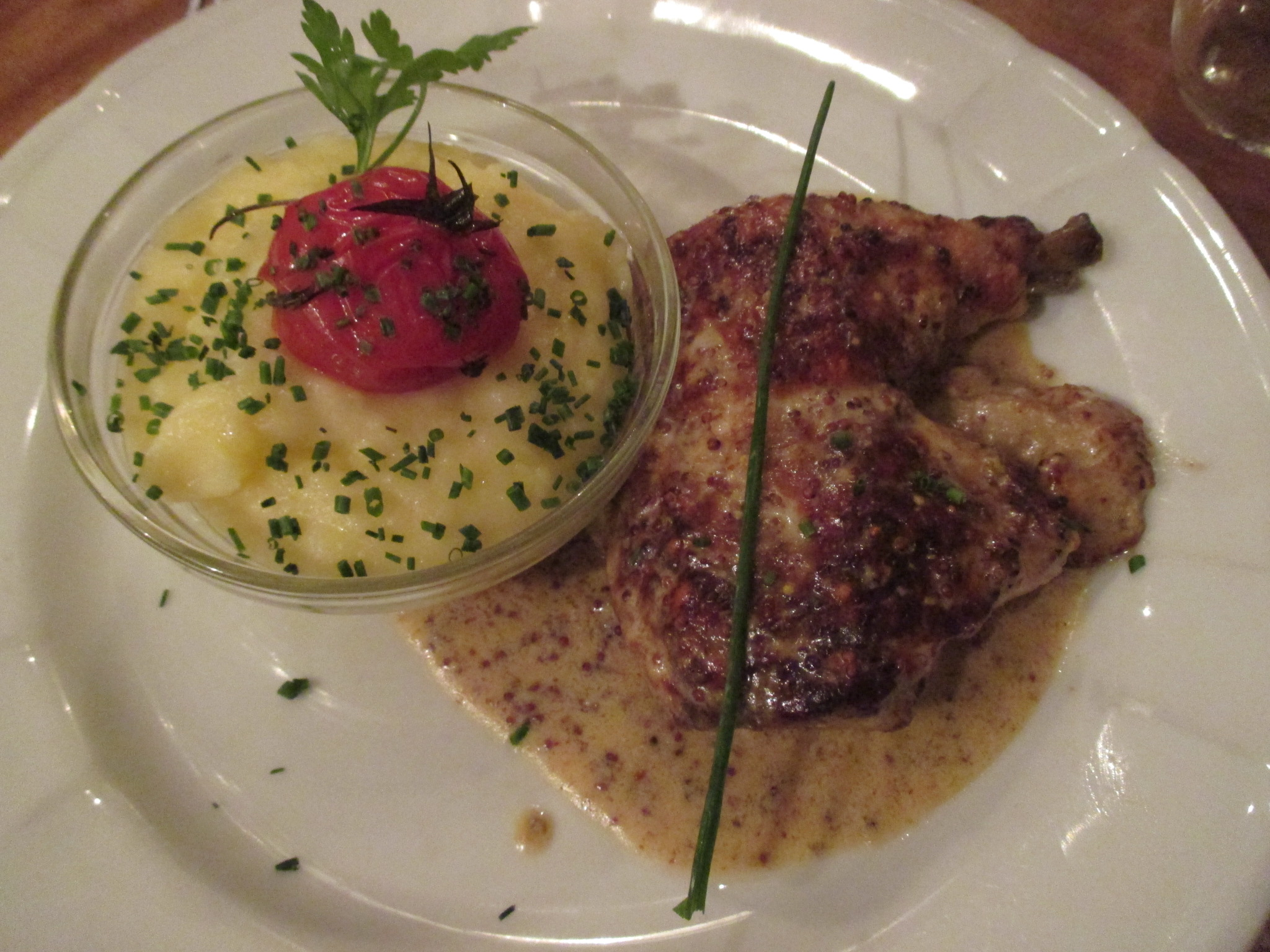
Poulet Gaston Gérard
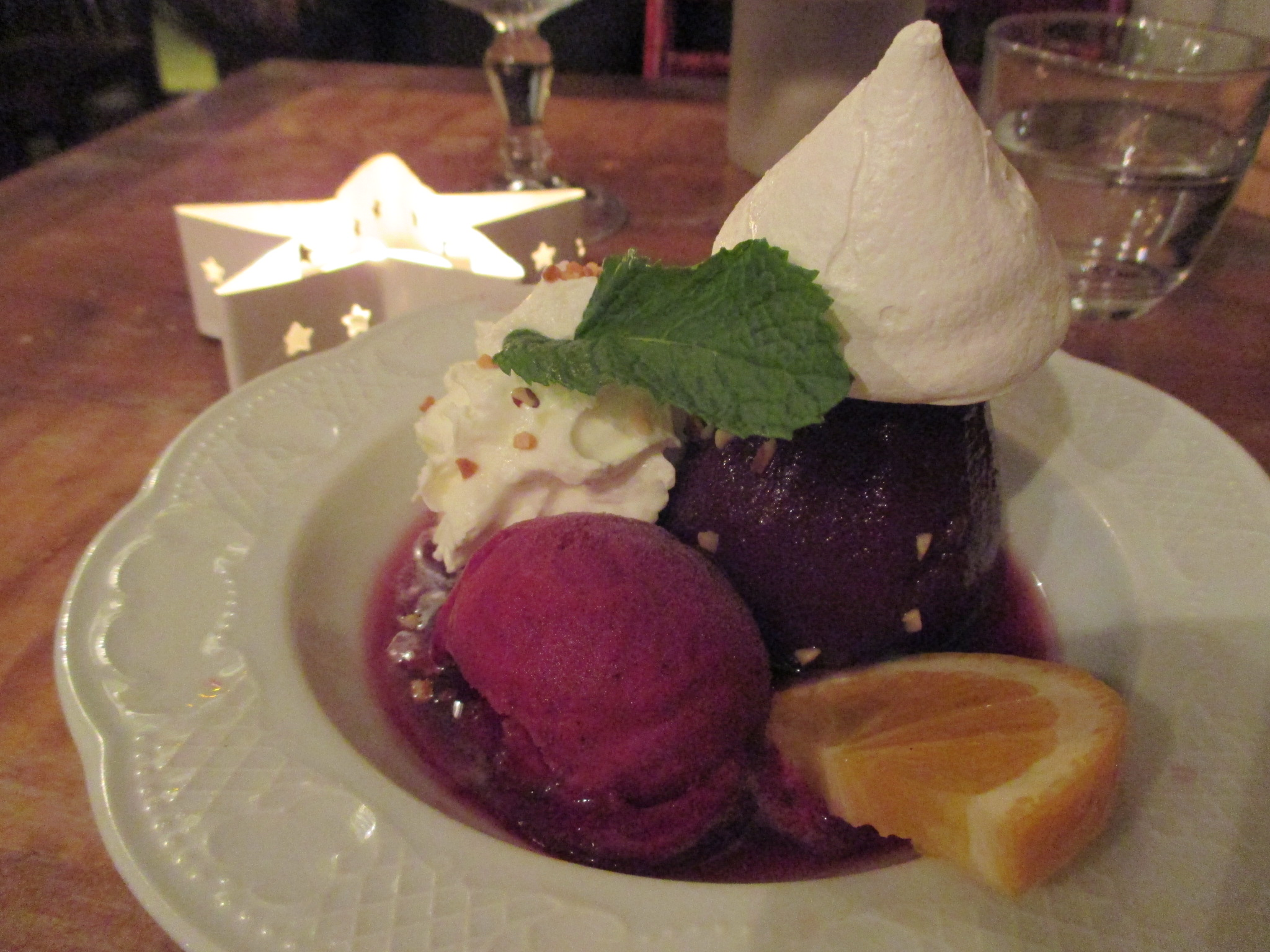
Poires belle dijonnaise

## Apéritif
Le Kir est un célèbre appétitif traditionnel à base de Bourgogne aligoté et de Crème de cassis de Dijon. Connue depuis le XXe siècle à Dijon, il fut popularisé par le député maire de Dijon, le chanoine Félix Kir qui le baptisa à son nom . Il existe également plusieurs variantes :

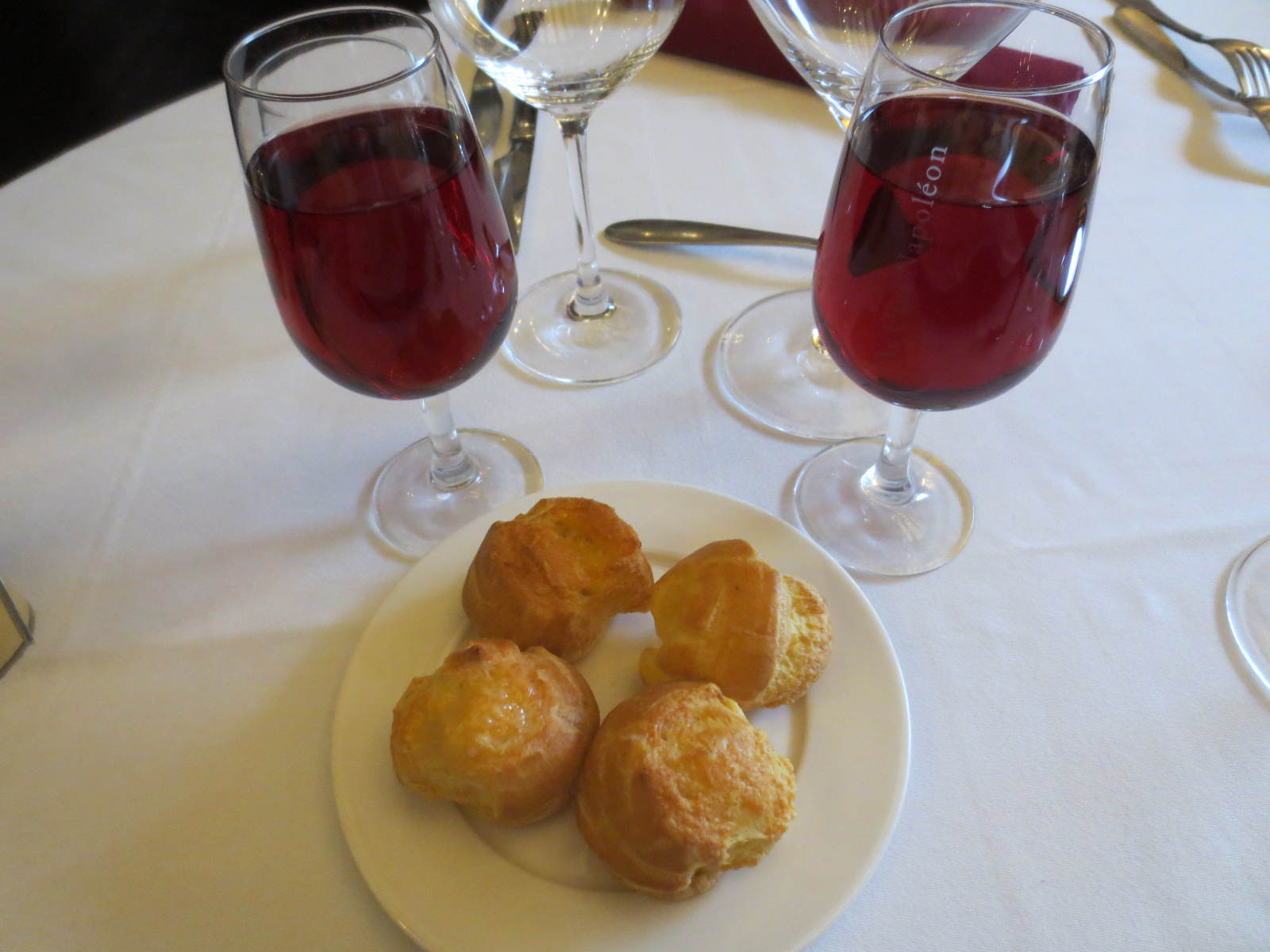
Kir et gougères (cuisine bourguignonne)
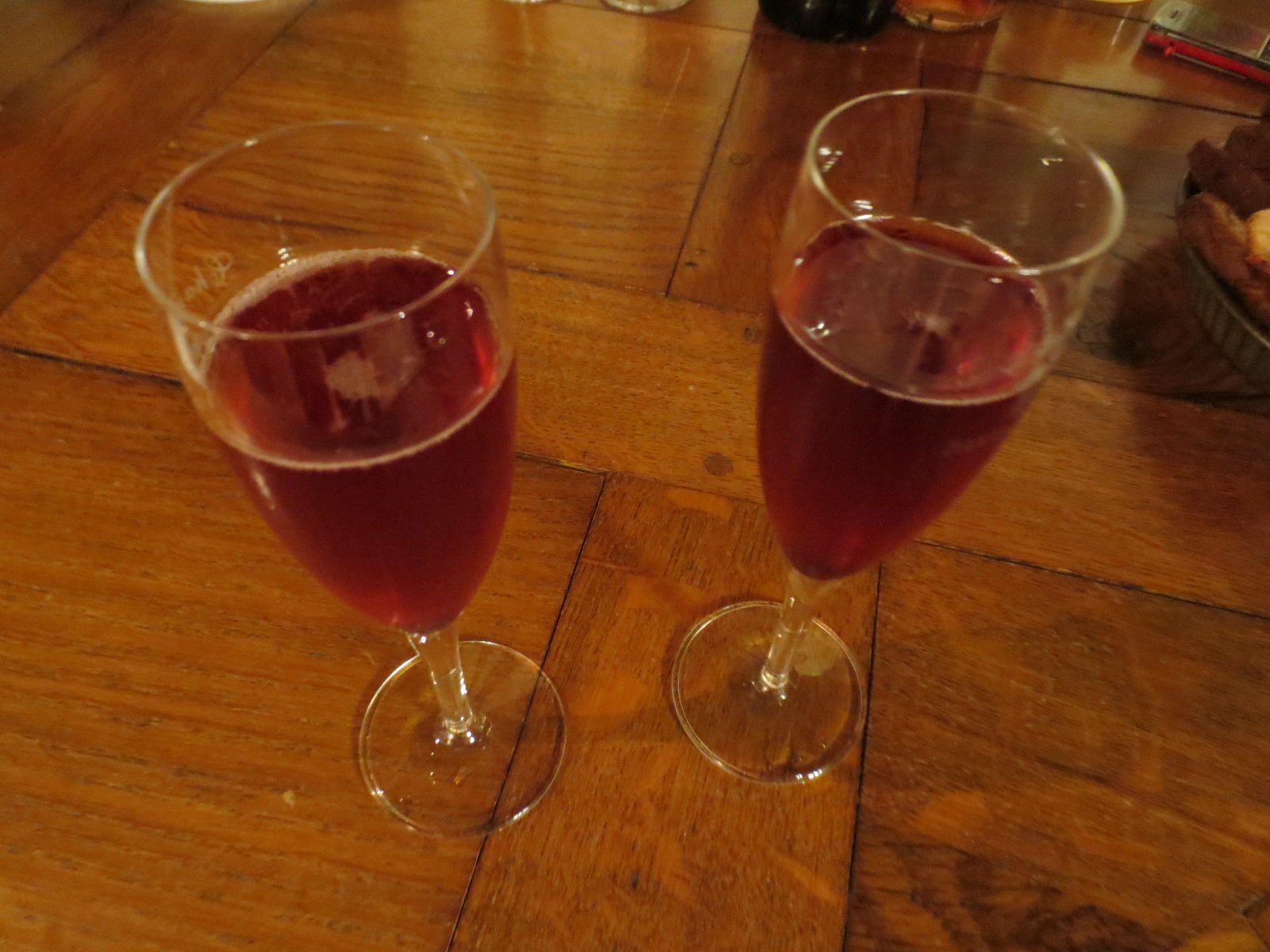
Kir royal au crémant de Bourgogne.
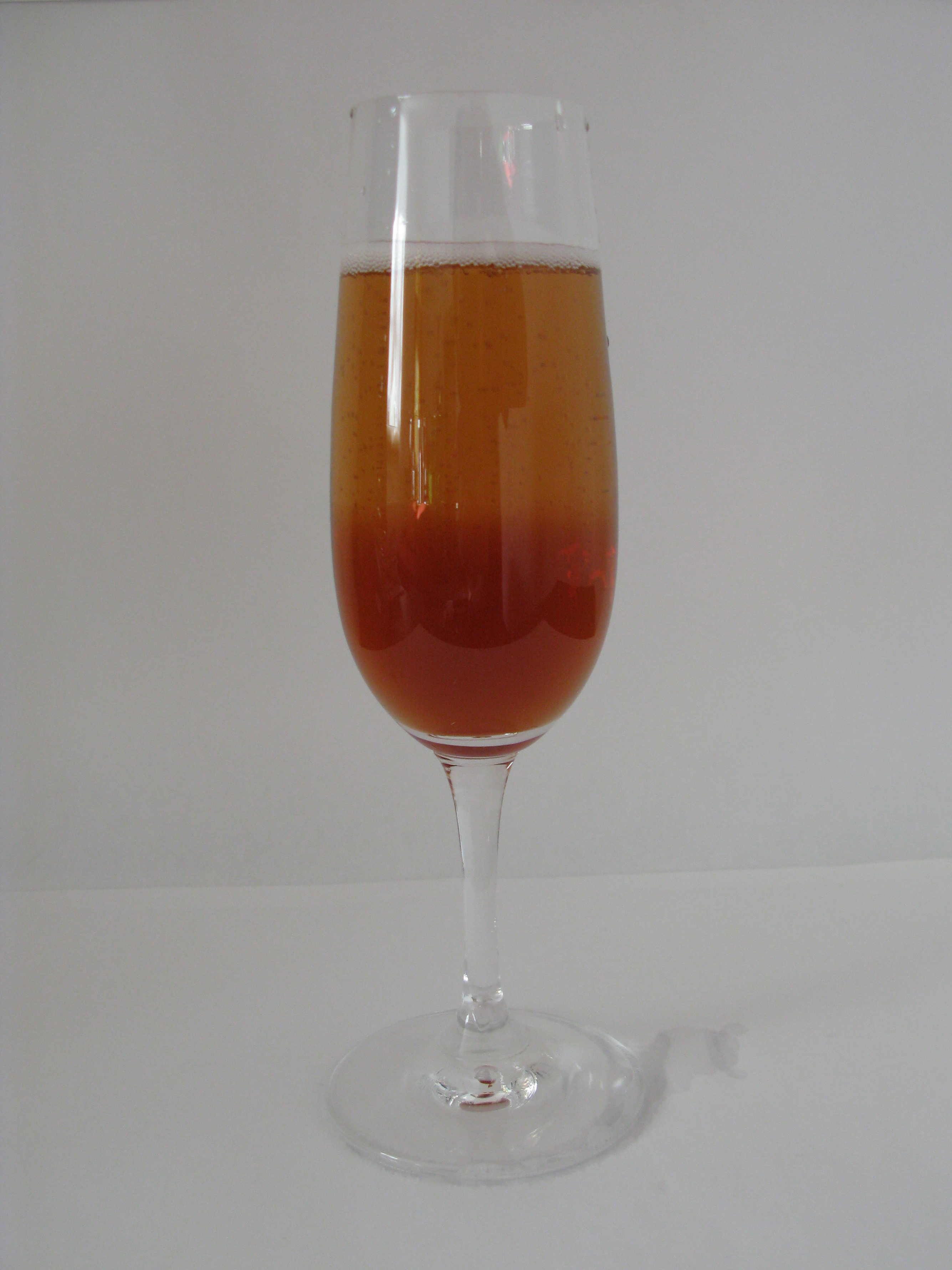
Kir royal au champagne.
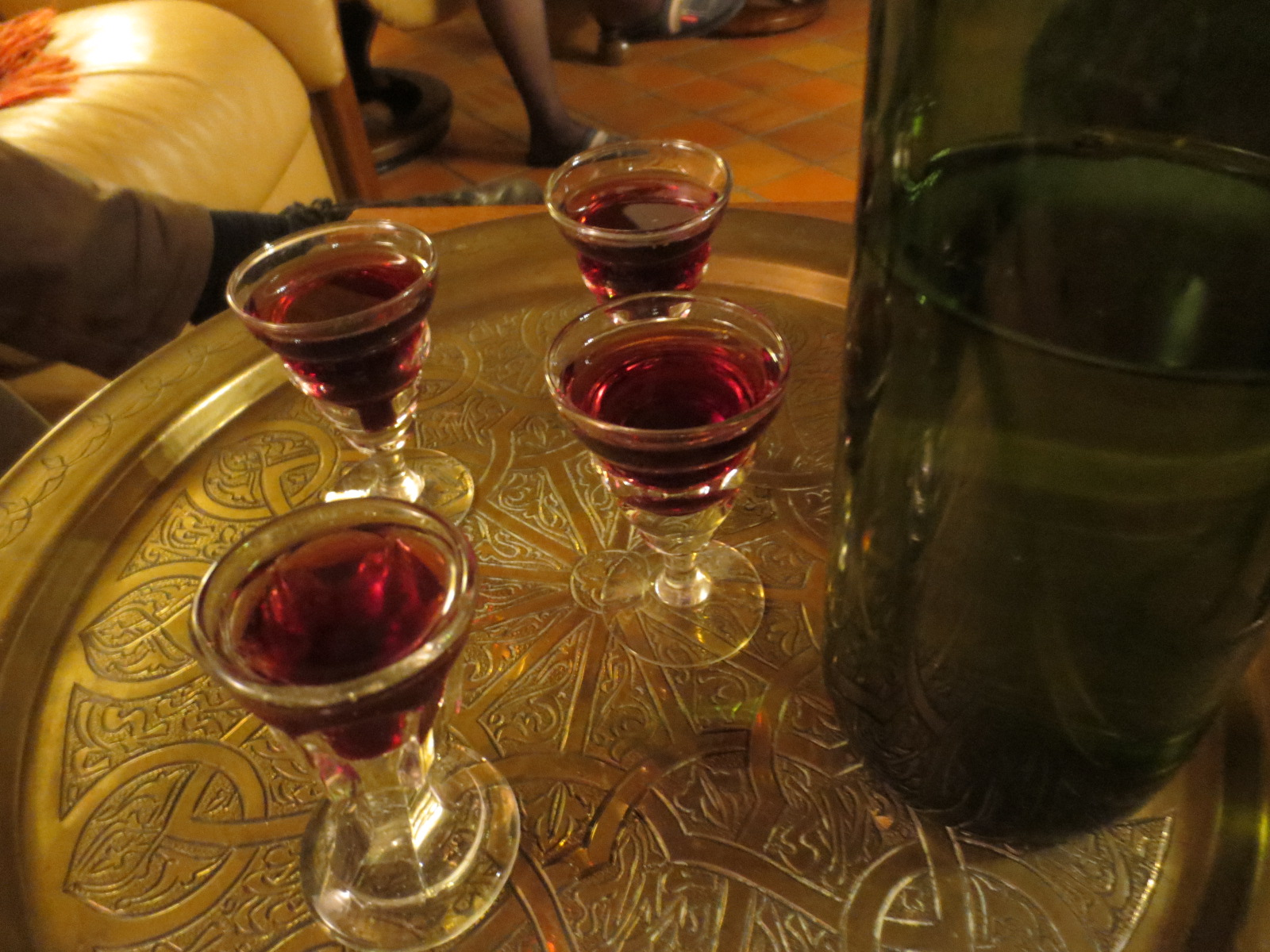
Mêlé-cass, digestif à base de crème de cassis et de Marc de Bourgogne.

## Condiment et spiritueux
- La Moutarde est bien évidemment un incontournable de la gastronomie dijonnaise. Sa fabrication à Dijon remonterait au XIIe siècle. Deux siècles plus tard, ce produit deviendra la gloire de la cité des ducs. Vers 1752, le Dijonnais Jean Naigeon substituera le verjus au vinaigre, contribuant à affiner la spécificité de cette moutarde. L’appellation “moutarde de Dijon” se verra définie par un décret en 1937[42].

- Le vinaigre de vin de bourgogne est de nos jours un produit de luxe. De lointaine tradition, le verjus et le vinaigre de vin rouge bourguignons contribueront à la notoriété de la ville de Dijon dès le Moyen Âge[43].

- La Crème de cassis de Dijon est une liqueur, appelée initialement ratafia de cassis, était en vogue au XVIIIe siècle. En 1923, l'appellation sera protégée par les liquoristes dijonnais[44].

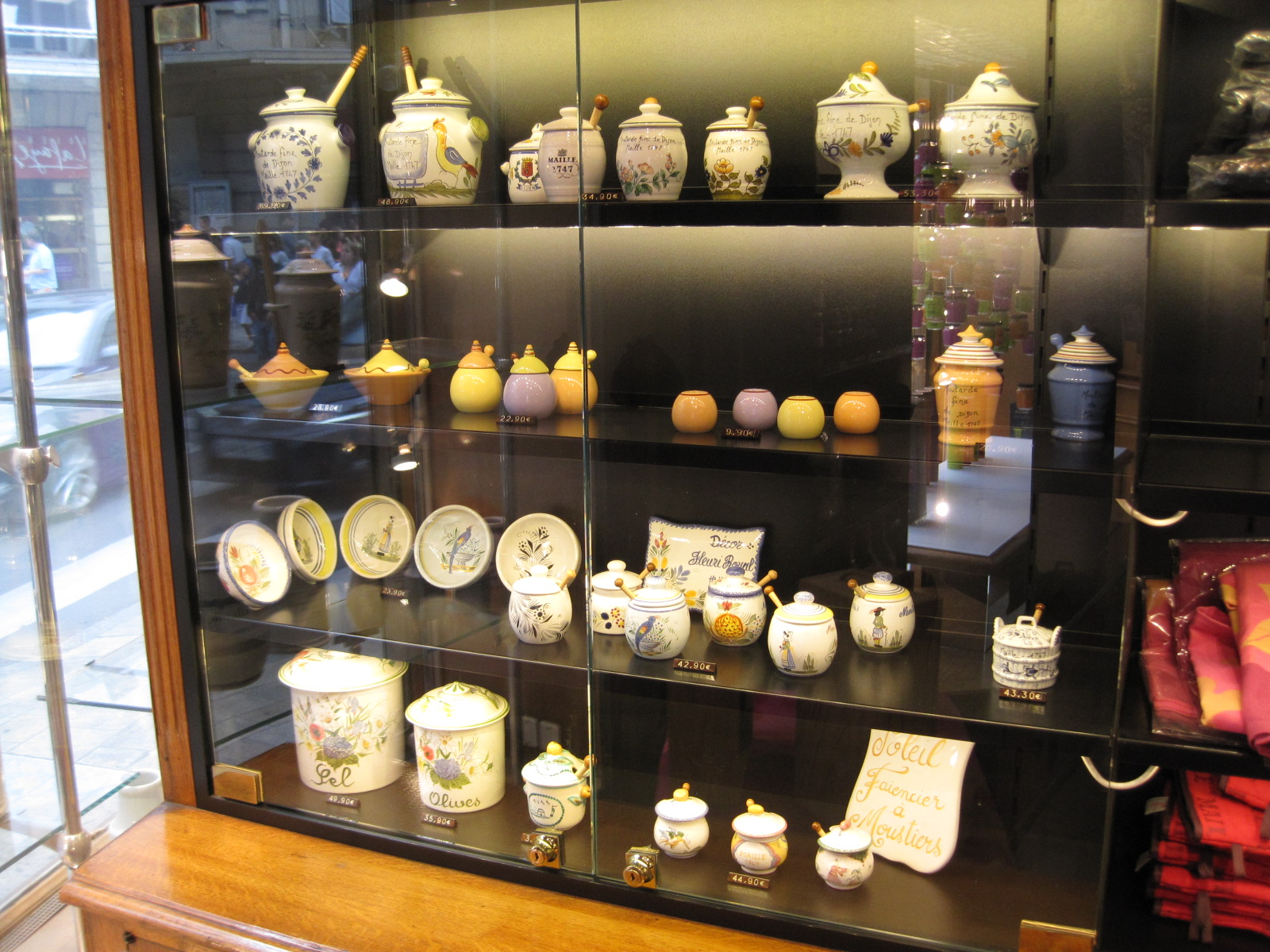
Moutarde de Dijon
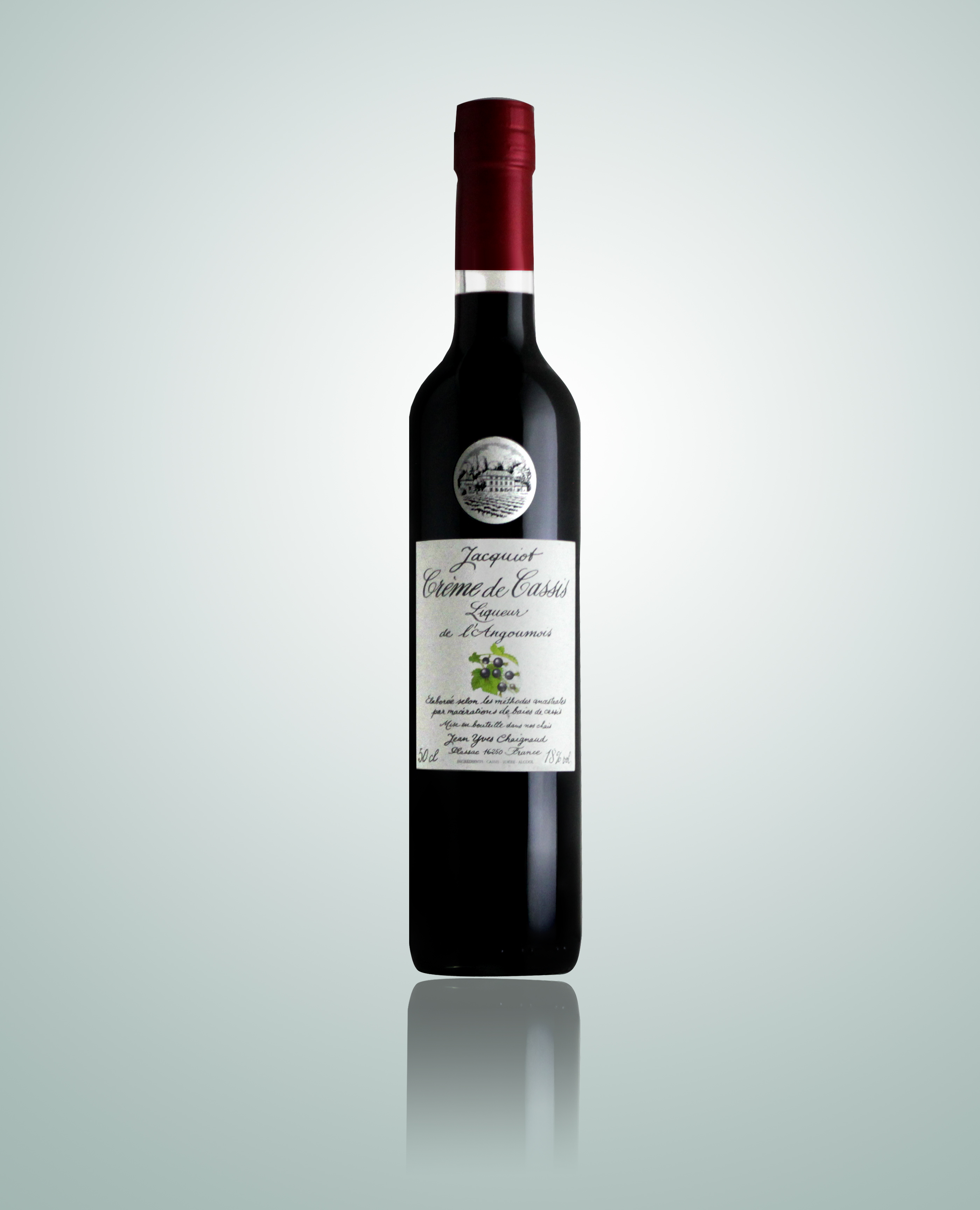
Crème de cassis de Dijon

## Viticulture
Les vins du vignoble de Bourgogne sont un fleuron de la cuisine bourguignonne, avec en particulier les vins des Grands crus et Premiers crus des vignoble de la côte de Nuits, vignoble de la côte de Beaune, vignoble de la Basse-Bourgogne, vignobles de la côte chalonnaise et vignoble du Mâconnais et ses vins mythiques comme la Romanée-conti du Domaine de la Romanée-conti. Dijon a acquis en 2013 le domaine agricole et viticole de la Cras d'environ 160 hectares afin de créer son propre vignoble.

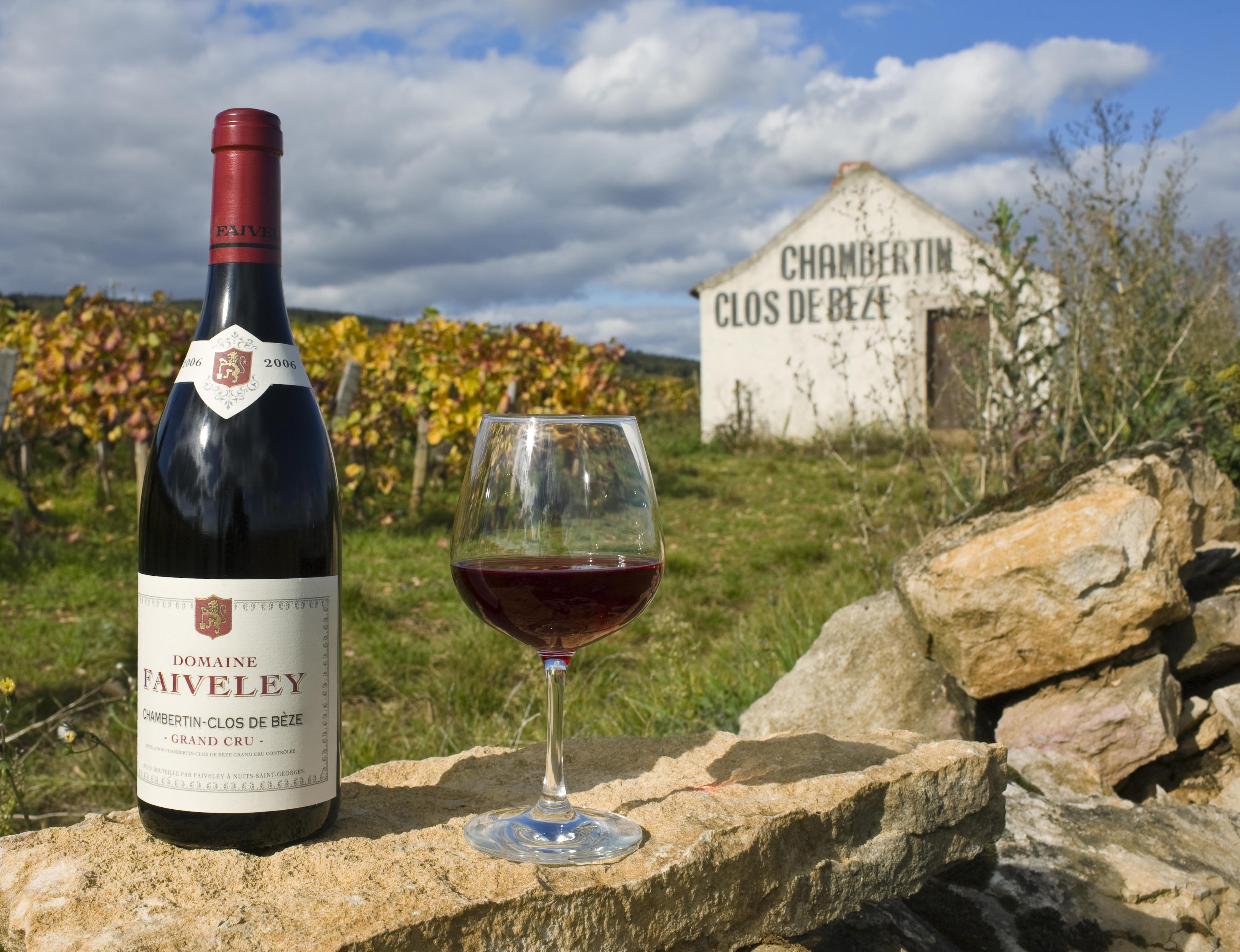
Chambertin-clos-de-bèze, vignoble de la côte de Nuits
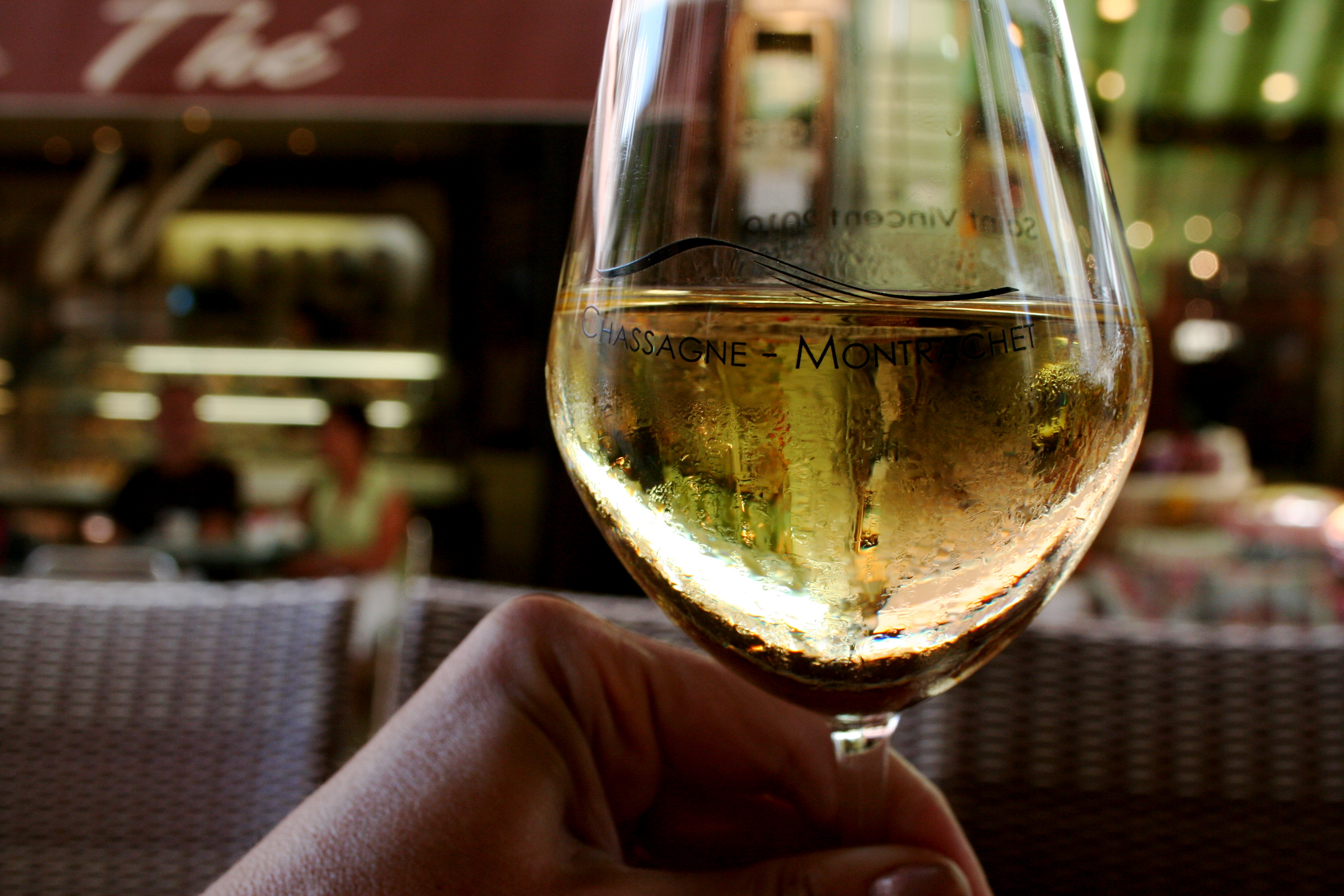
Chassagne-montrachet
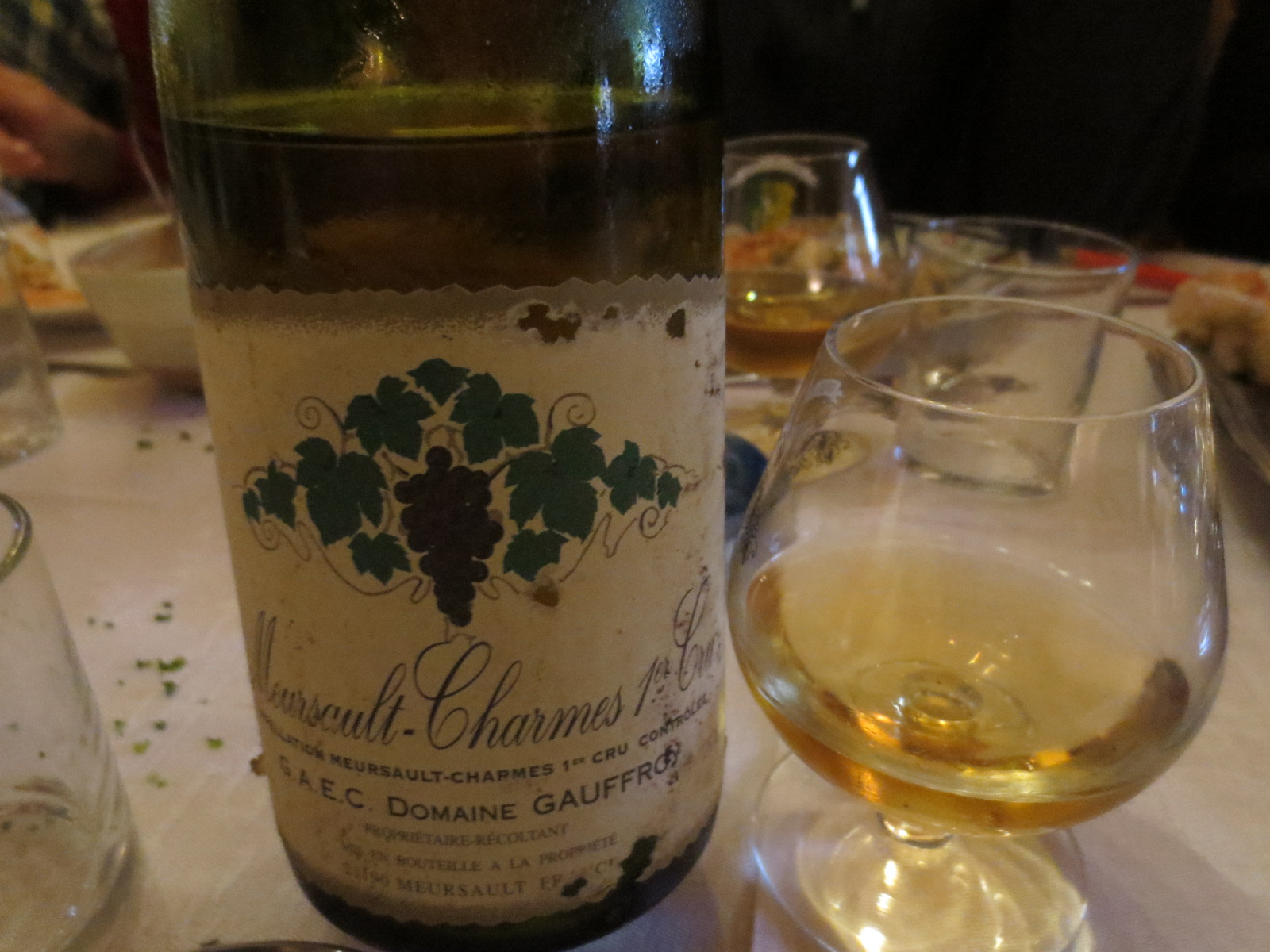
Meursault Charmes Ier cru
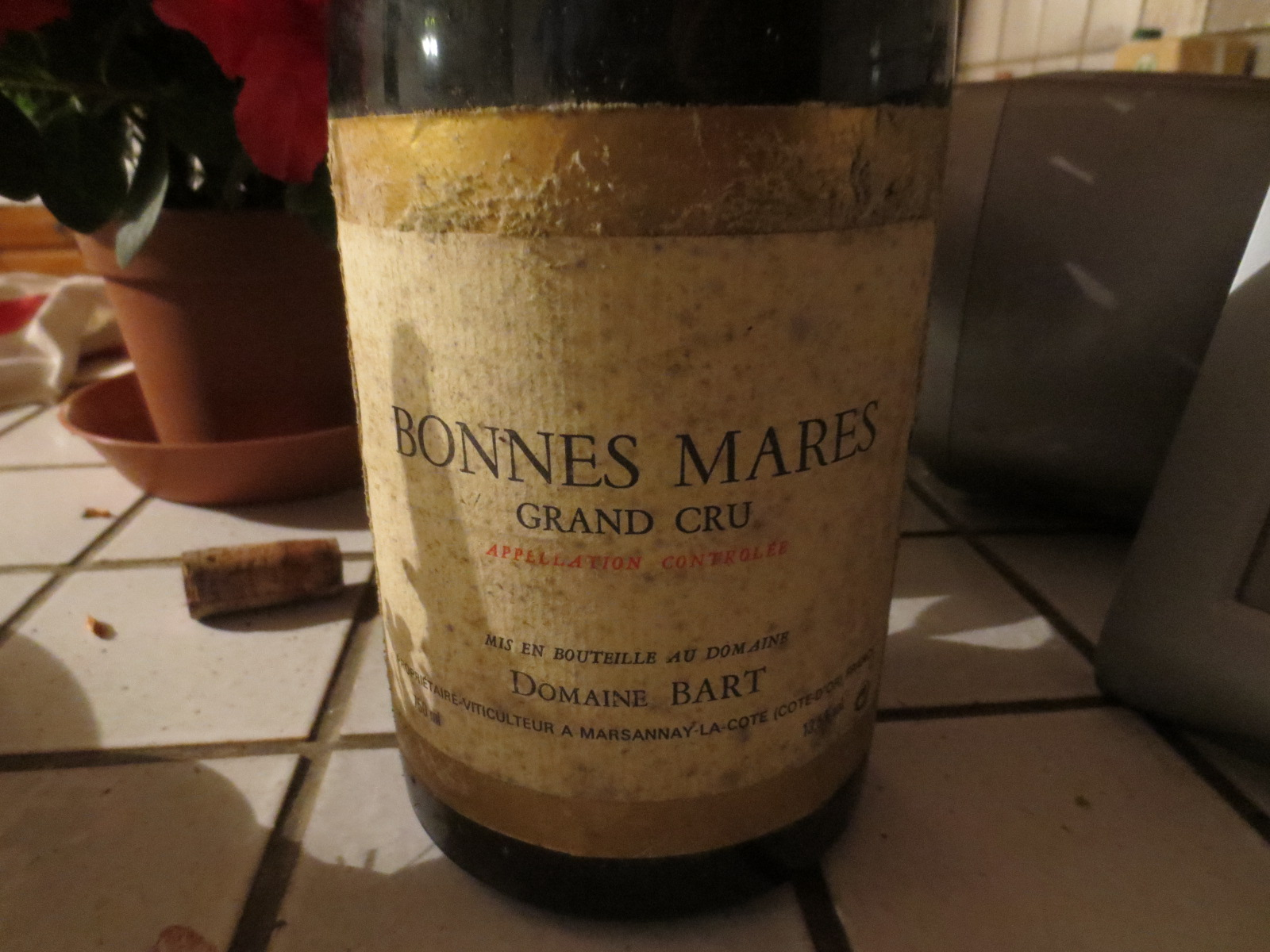
Bonnes-mares Grand cru

## Apiculture
Le miel de la commune de Dijon est en vente dans les offices de tourisme et au Jardin des sciences depuis le 1er juillet 2014. Dijon abrite plus d’un million d’abeilles dans ses parcs et jardins et sur de nombreux immeubles. Il existe actuellement 60 ruches disséminées dans la cité des ducs de Bourgogne et 40 sont installées au domaine de la Cras. La gestion du "Miel de Dijon" et de ses ruches est confiée à trois associations d'apiculteurs ainsi qu’à deux apiculteurs professionnels.

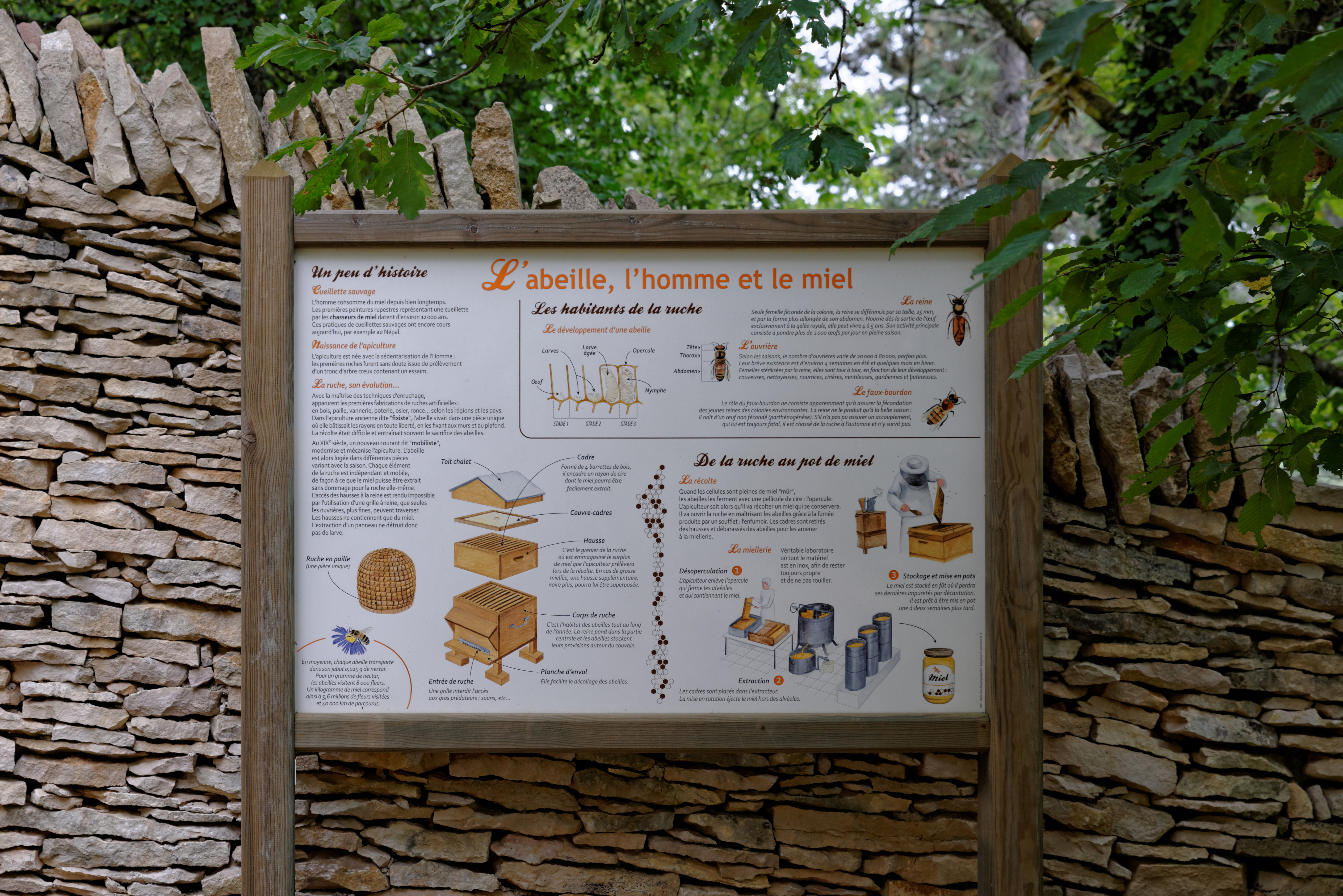
Un des ruchers présent dans la ville.